# Иванов, Вячеслав Иванович
Вячесла́в Ива́нович Ива́нов (также Вяч. Иванов или Вяч. Ив. Иванов, итал. Venceslao Ivanov, 16 [28] февраля 1866, Москва — 16 июля 1949, Рим) — русский поэт-символист, философ, переводчик и драматург, литературный критик, педагог, идеолог символизма, исследователь дионисийства. Одна из ключевых и наиболее авторитетных фигур Серебряного века. Творческое развитие Вячеслава Иванова отличалось внутренней логикой, последовательностью и устойчивостью его художественно-эстетической системы и «духовных координат». Чёткая периодизация его писательского пути затруднительна, более очевидна смена периодов духовного и жизненного пути, что приводило и к смене профессий — поэта, критика, публициста, учёного и мыслителя.
Иванов получил образование филолога и историка, окончил Берлинский университет, в котором посещал семинары О. Гиршфельда и Т. Моммзена, но не защитил докторской диссертации. В 1894 году познакомился с Лидией Зиновьевой-Аннибал, с которой в 1899 году вступил в брак. Первые стихотворения были опубликованы в 1898 году по рекомендации В. С. Соловьёва, но остались незамеченными. Благодаря знакомству в Париже с В. Я. Брюсовым, в начале XX века Иванов был принят в круг символистов. В 1905 году Иванов с женой переехал в Петербург, где их квартира (так называемая «Башня») стала одним из главных интеллектуальных центров России. В 1909 году основал «Поэтическую академию» (впоследствии «Общество ревнителей художественного слова»).
Иванов не принял русской революции 1917 года, но занял к советской власти лояльную позицию, участвовал в деятельности Наркомпроса и Пролеткульта. В 1920 году Иванов переехал в Баку, где работал во вновь основанном Бакинском университете, был удостоен докторской степени, диссертация была издана как книга «Дионис и прадионисийство» (1923). В 1924 году был командирован Наркомпросом в Италию, откуда не вернулся. Иванов принципиально отстранился от всех творческих и политических течений русской эмиграции. До конца жизни Иванов создавал свой magnum opus — «Повесть о Светомире царевиче».

## Становление (1866—1886)

### Ранние годы

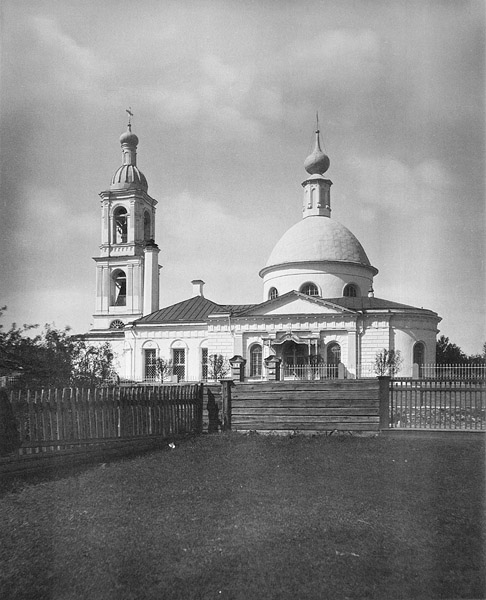
Храм Великомученика Георгия Победоносца в Грузинах, где был крещён Вяч. Иванов. Фото 1883 года

Отцом Вячеслава был землемер Иван Евстихиевич (Тихонович) Иванов (1816—1871), который, овдовев, сделал предложение подруге покойной жены — старой деве Александре Дмитриевне Преображенской (1824—1896). Рано осиротевшая внучка сельского священника, Александра была взята чтицей в семью бездетных немцев-пиетистов, и унаследовала от работодателей почтение к «Библии, Гёте и Бетховену». От первого брака у Ивана Иванова было двое сыновей, имелся и собственный дом (Волков переулок, 19). Через год после второй женитьбы, 16 (28) февраля 1866 года родился поздний ребёнок: отцу было пятьдесят, а матери — сорок два года. Сына крестили в храме св. великомученика Георгия Победоносца в Грузинах. По настоянию матери его нарекли в честь св. благоверного князя Вячеслава (Вацлава) Чешского; это имя в те времена было редким, а в сочетании с обиходной фамилией — экзотичным. После рождения сына И. Т. Иванов подал в отставку по состоянию здоровья, и использовал свободное время для чтения материалистической и атеистической литературы, превратившись в убеждённого нигилиста. Это регулярно приводило к домашней «теологической полемике». Ю. Зобнин полагал, что это обстоятельство, вероятно, могло возникнуть «лишь в семье русских интеллигентов 1860-х годов». Это сильно повлияло на становление личности Вячеслава и стало одним из первых его воспоминаний. В 1869 году Ивановы переехали в квартиру на Патриарших прудах; глава семьи устроился на работу в Контрольную палату. Заболев скоротечной чахоткой, Иванов-старший скончался в начале марта 1871 года, перед смертью исповедавшись и отрёкшись от материализма. В дни болезни отца Вячеславу было видение старца «в скуфье, с бородкой, в рясе чёрной», о котором он рассказал матери. На святки (25 декабря — 5 января 1872 года) овдовевшая А. Д. Иванова гадала по Псалтири на сына: выпали строки Пс. 151:1-2. Александра Дмитриевна восприняла это как свидетельство поэтического призвания и начала сознательно воспитывать поэта.
Для 7-летнего сына мать договорилась об уроках иностранных языков, а сама настаивала, чтобы Иванов прочитывал по утрам по акафисту и одну главу из Евангелия ежедневно; мать и сын совершали «маленькие паломничества» с Патриарших прудов к Иверской часовне и в Кремль. Из светской литературы 7-8 летний Иванов читал с матерью Сервантеса и Диккенса, а самостоятельно — сказки Андерсена и полный текст «Робинзона Крузо». Вячеслава сознательно не допускали к общению со сверстниками: мать считала их «недалёкими и дурно воспитанными». В 1874 году Вячеслава отдали в домашнюю школу Туган-Барановских, где он общался с сыном владельца — будущим экономистом и общественным деятелем Михаилом Туган-Барановским, читал «Капитана Немо» Жюля Верна и написал на урок Закона Божьего стихотворение «Взятие Иерихона», которое учитель счёл образцовым.

### Гимназия. Выбор жизненного пути

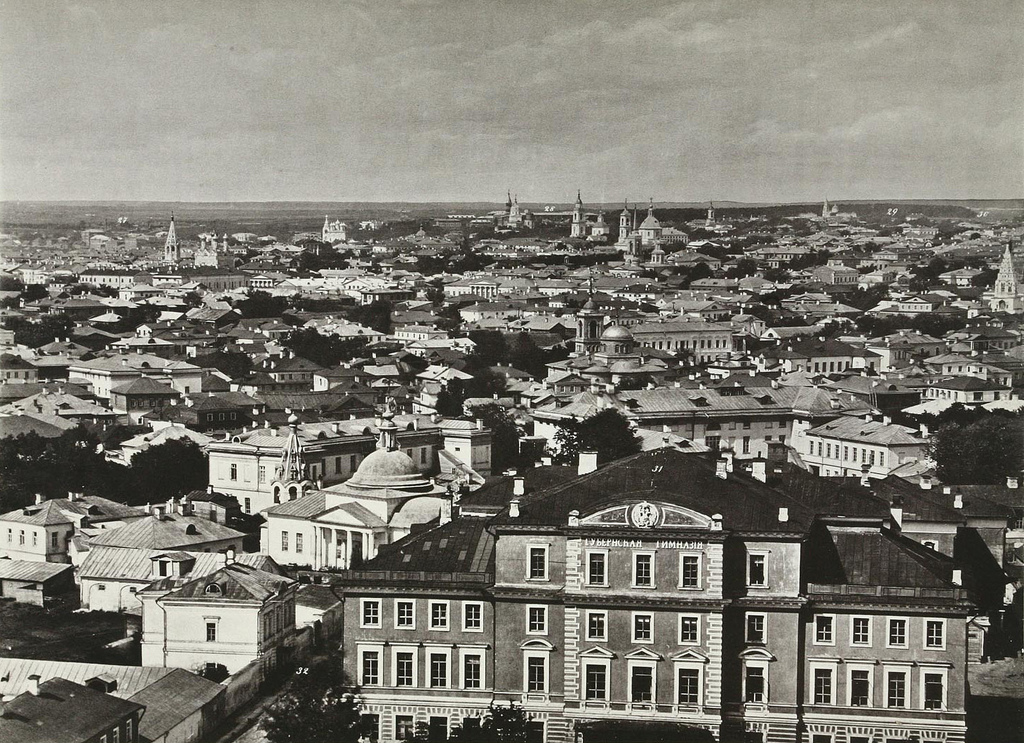
Панорама Москвы в 1867 году. На переднем плане — Первая Московская гимназия

Осенью 1875 года 9-летний Вячеслав Иванов начал занятия в подготовительном классе Первой Московской гимназии; его поступление совпало с визитом императора Александра II. По причине болезней первый год в гимназии почти весь был пропущен. Когда 1876 году его приняли в первый класс, Вячеслав в кратчайшие сроки стал лучшим учеником. В тот период Иванов увлекался романтизмом и Шиллером. Русско-турецкая война и патриотический подъём коснулись семейства Ивановых напрямую: оба сводных брата Вячеслава служили в артиллерии, причём одного взяли ординарцем М. Д. Скобелева. На этот же период пришёлся пик детской религиозности Вячеслава, причём мать беспокоила его экзальтация. Поскольку материальное положение семьи было тяжёлым — немногие оставшиеся от И. Т. Иванова средства иссякли, — с 13-летнего возраста Вячеслав служил репетитором, и не дожидаясь начала занятий по древнегреческому языку, взялся за него самостоятельно. Гимназическое начальство считало его вундеркиндом, ему прощалось нарушение режима и пропуски. Консультациями Вячеслава пользовались при переводе греческих текстов; а его сочинения зачитывались на уроках литературы как образцовые. 6 июня 1880 года он был приглашён на церемонию открытия памятника А. С. Пушкину на Тверском бульваре и допущен на торжественное заседание в Московский университет. На акте Иванов лично видел Ф. М. Достоевского и И. С. Тургенева. Так началось его увлечение творчеством Достоевского, продолжавшееся всю жизнь.
В начале 1881 года в жизни Иванова начался глубинный перелом, который маркировался кризисом детской веры: «…внезапно и безболезненно я сознал себя крайним атеистом и революционером». Покушение народовольцев на царя Александра 1 марта 1881 года и казнь С. Перовской, А. Желябова и Н. Кибальчича с товарищами 3 апреля привели к конфликту Вячеслава с матерью и одноклассниками. Он стал читать радикальную литературу, по ночам, несмотря на крайнюю загруженность уроками и работой. В 1882 году Иванов подружился с одноклассником — А. М. Дмитриевским. На последний, выпускной класс 1883—1884 годов пришёлся пик радикальных исканий Иванова. Вместе с Дмитриевским он перевёл триметрами отрывок из «Эдипа-царя» Софокла и написал поэму «Иисус» об искушении Спасителя в пустыне, сюжет которой разрешился в революционном духе. Была предпринята и практическая попытка претворения идеала в жизнь, едва не закончившаяся самоубийством.
Иванов всё больше времени проводил в доме Дмитриевских (Остоженка, 19) и на летней даче, где начались его отношения с сестрой Алексея — Дарьей Михайловной (1864—1933), которая тогда училась в Консерватории.

### Московский университет. Женитьба

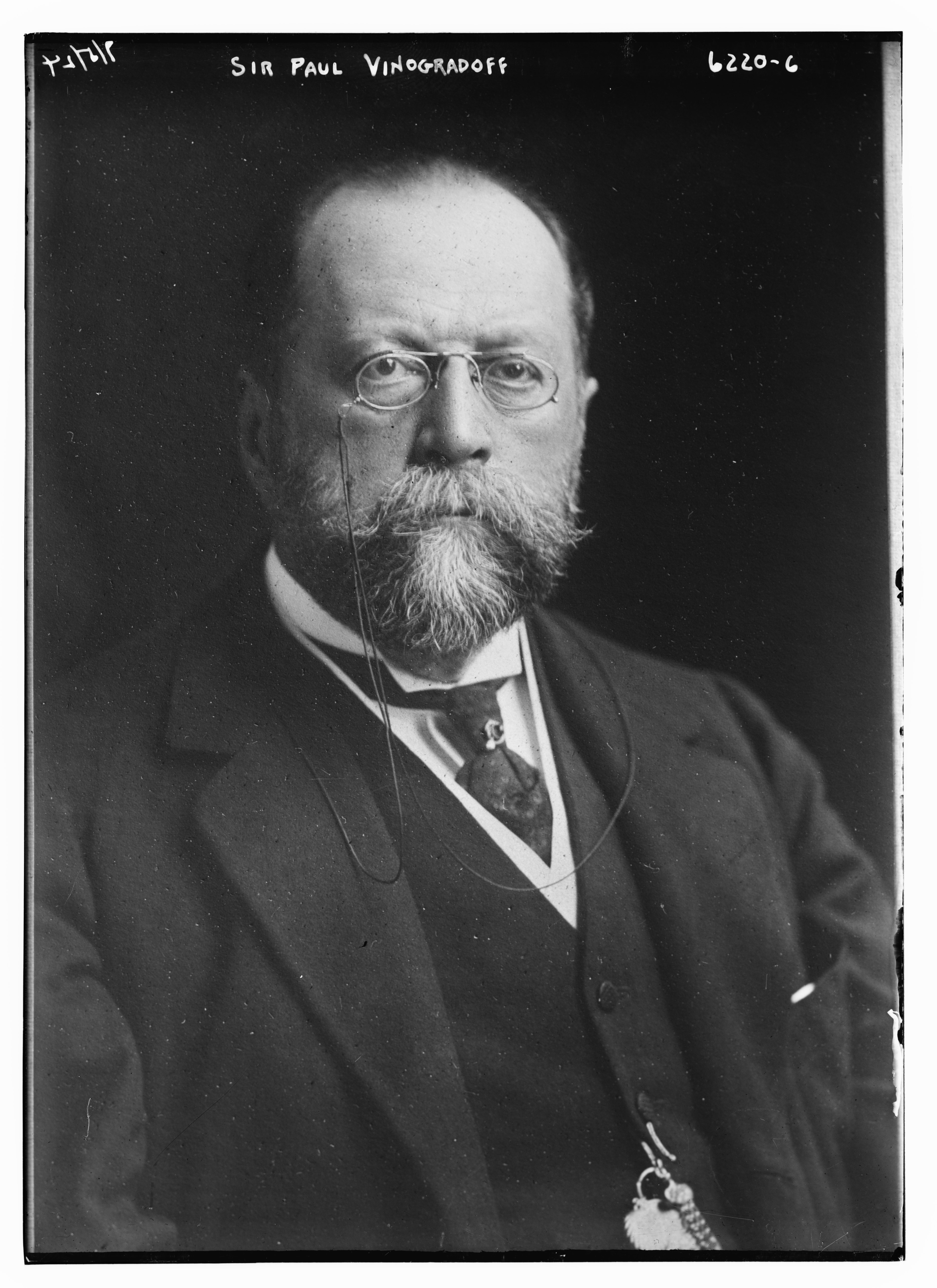
Павел Гаврилович Виноградов. Фото 1900 года

О. А. Шор в первой объёмной биографии Иванова отмечала, что в 1860—1880-е годы «передовая интеллигенция» отрицала классическое образование, считая это попыткой правительства «бросить живые силы в книжный педантизм, отвлечь их от общественной работы». Однако Иванов рано для себя осознал, что «слова „естественник“ и „общественник“ отнюдь не синонимы и что путь к нужному для народа действию идет через историю». Директор гимназии И. Лебедев, понимая природу и направление дарования своего лучшего ученика, предложил Иванову поступать в филологический семинарий Лейпцигского университета, основанный Д. А. Толстым. Иванов, однако, счёл это «предосудительною уступкою реакции». Окончив гимназию с золотой медалью, Иванов вместе с Дмитриевским поступил на отделение исторических наук историко-филологического факультета. На первом курсе друзья, «посвятившие себя служению народу», посещали только «избранные лекции» — В. О. Ключевского, В. И. Герье и П. Г. Виноградова. На первом же курсе Иванов получил премию за латинское сочинение и письменную работу по греческому языку и выиграл стипендию на два года. Его влечение к Дарье Дмитриевской усиливалось, и 19 марта он записал в её альбом стихотворное признание в любви. Алексей всячески поощрял их отношения, в результате они образовали «триумвират». Чтобы заработать, Иванов на лето отправился репетитором в подмосковное имение Головиных, причём возникла дружба с Фёдором Александровичем — одним из подопечных. Хозяева имения, познакомившись с рукописями стихов Иванова, впервые назвали его «символистом», хотя до оформления этого движения в России было ещё около десятилетия.
Возобновив занятия в университете в 1886 году, Иванов явно испытывал дискомфорт от своих народнических идеалов. Об этом свидетельствовало стихотворение «Раздумья» («О, мой народ! Чем жертвовать тебе?»). Он завершил вторую поэму о Христе, причём родители одного из его учеников (главный заработок по-прежнему давало репетиторство) отдали поэму в редакцию «Русского Вестника». М. Н. Катков согласился её печатать, но Дмитриевские возмутились желанием опубликоваться в «реакционном» журнале, и Иванов снял публикацию. Поэма была посвящена еврейскому мальчику, горящему запретной для него, но непреодолимо сильной любовью ко Христу, и, по словам С. Аверинцева, «маскировала чувства юноши, присягнувшего атеистическим прописям, однако рвущегося к вере», и напоминала нарративные стихи Гейне. Под влиянием П. Виноградова — главного своего наставника — Иванов решился окончательно ехать в Германию «за настоящей наукой», тем более, что «дальнейшее политическое бездействие — в случае, если бы я оставался в России — представлялось мне нравственною невозможностью. Я должен был броситься в революционную деятельность: но ей я уже не верил». Виноградов разработал программу занятий Иванова у Гизебрехта, Зома и Моммзена. По С. Аверинцеву, «это было бегством от политической дилеммы и некоторым подобием эмиграции».
4 июня 1886 года — перед самым отъездом в Германию — 20-летний Иванов обвенчался с Дарьей Дмитриевской. Мать Иванова не была в восторге от «студенческого брака», но соглашалась, что сын не мог «скомпрометировать девушку», покинув её на неопределённый срок. Сам Иванов легкомысленно утверждал, что ехать за границу вдвоём было «веселее». С. Аверинцев отмечал, что в архиве Иванова сохранились стихотворения, обращённые к молодой жене: это «очень домашние по тону, улыбчиво-чувствительные или невинно-чувственные стихи», совершенно не похожие на его позднейшую поэзию и никогда не печатавшиеся. Исследователь считал, что брак этот был обречён с самого начала: «не этой хрупкой молодой женщине с тяжкой психической наследственностью дано было навсегда разомкнуть природную скованность Иванова». Тёща — А. Т. Дмитриевская, «женщина странная, безумная и ясновидящая», — встретила известие о свадьбе пророчеством: «Знаю, Дашенька Вам не пара: Ваш брак кончится драмой, но все равно берите её: так надо!».

## Европа (1886—1904)
С. Аверинцев следующим образом характеризовал первый европейский этап жизни Иванова:

…Необычна продолжительность времени, в решающие для человеческого становления годы прожитого фактически сплошь за границей (Германия, Париж, Италия, позднее Англия и Женева), лишь с краткими визитами в Россию. <…> Год за годом, два десятилетия без малого — в молодости срок невероятно важный! — прожиты хотя и не в эмиграции, однако в обстоятельствах, более обычных для эмиграции: в «мансардах» Европы, гражданином её «вольных скворешниц», в иноязычной среде, общение с которой становится привычкой.

### Берлинский университет

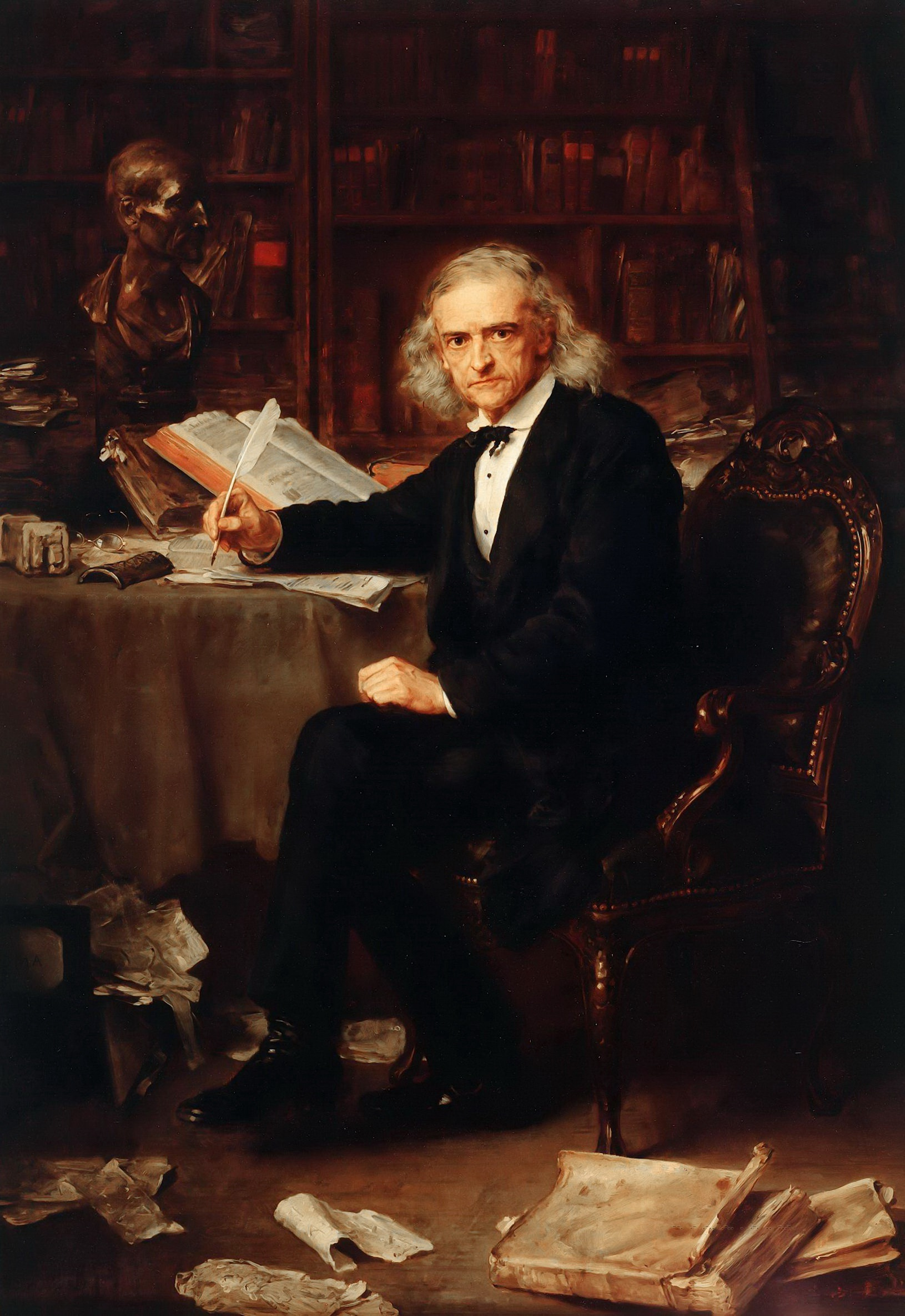
Людвиг Кнаус. Портрет Теодора Моммзена, 1881. Берлин, Старая национальная галерея

Чета Ивановых добиралась до Берлина кружным путём. В Шпандау Иванов датировал 18 (30) июля стихотворение «La selva oscura»; в Дрездене супруги обозрели Цвингер и созерцали в Картинной галерее «Сикстинскую мадонну» Рафаэля, а в Трире Иванов впервые посетил подлинный памятник античности — Porta Nigra. Зимний семестр начинался в университете 16 октября, а оставшееся время Иванов провёл в снятой мансарде, где усердно занимался немецким языком.
Практически во всех автобиографических свидетельствах Иванов выносил на первый план впечатления от силы личности Т. Моммзена, которого именовал своим главным учителем; с этим именем Иванов прочно ассоциировался в русском Серебряном веке и позже — в эмиграции. Между тем, из 47 прослушанных в Берлине курсов, лишь пять читались Моммзеном, три из которых (в том числе «Römisches Staatsrecht») — на первом году обучения. У профессора Гиршфельда Иванов прослушал 12 курсов; именно он осуществлял руководство учебной и научной деятельностью студента, и сохранилась достаточно представительная их переписка. Однако в Моммзене молодого учёного привлекала сила личности и многосторонность, которую он считал воплощением гения. Следов их непосредственного общения почти не осталось — и, вероятно, оно было минимальным; однако впоследствии Иванов предпочитал упоминать именно Моммзена, широко известного публике. Его фигура соотносилась с масштабом окружения Иванова зрелых годов и подходила для «мемуарного фиксирования».
К 1888 году в жизни Иванова произошло множество разноплановых событий: у него родилась дочь, названная Александрой, и с начала того же года он начал вести интеллектуальный дневник, в котором фиксировал важные события в собственной духовной жизни. Это важнейший источник, фиксирующий становление его как оригинального философа и общественного мыслителя. Раздражённый рационализмом и «мещанством духа» тюбингенской школы, Иванов решительно противопоставил ему трансцендентальную сложность мироздания и усердно штудировал В. С. Соловьёва и А. С. Хомякова. На Татьянин день Иванов встречался с П. Виноградовым, бывшим тогда в Берлине, и первый учитель определённо посоветовал ему заняться филологией, рассчитывая, вероятно, что вернувшись в Москву, Иванов совместит античную филологию с преподаванием римской истории. Летом семья Ивановых получила источник постоянного заработка: Иванов сблизился со специальным корреспондентом газет «Новое время», «Гражданин» и «Московские ведомости» Г. С. Веселитским-Божидаровичем и устроился его секретарём-референтом, тогда как Дарья Михайловна учила музыке его детей.
К 1889 году Иванов, по собственному признанию в послании к А. Дмитриевскому, в политическом отношении перешёл на славянофильские позиции, а в духовном — на мистические. До окончания третьего курса в августе он работал у Божидаровича, хотя записи в интеллектуальном дневнике (прервавшиеся 3 августа) свидетельствуют о растущем раздражении повседневностью и недовольстве научной карьерой вообще. Политический кризис 1890 года и отставка Бисмарка отразились в сонете «Могучий дух в могуществе уверен…», в котором предсказывал кайзеру Вильгельму «славу Фаэтона». Вскоре он уволился от Веселитского-Божидаровича и поступил секретарём к камергеру Ф. А. Куманину. Наконец, в 1891 году Иванов завершил девятый семестр в Берлинском университете и закончил пять лет высшего образования. Дальнейшую работу над диссертацией предполагалось осуществлять во Французской национальной библиотеке. Ивановы отправились в Париж, где прожили около года.

### Европейские странствия 1892 года

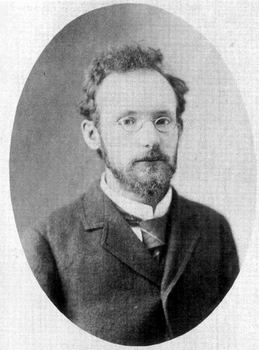
Иванов около 1900 года

В Париже Иванов познакомился с магистрантом И. М. Гревсом, который ввёл его в «русский салон» Гольштейнов на авеню Ваграм. Гревс, уже побывавший в Риме и Флоренции, активно уговаривал Иванова направиться в Италию. Наконец, воспользовавшись денежным поступлением (источник его неизвестен), в феврале 1892 года семейство Ивановых отправилось в Лион и далее через Оранж и Ним (и Пон-дю-Гар) в Арль и Марсель — главной целью Иванова было обозрение «остатков римской культуры». Далее их путь лежал на Ривьеру — в Геную. Добравшись до Рима, Ивановы остановились на виа Маргутта близ Площади Испании. 28 марта Вячеслав Иванович зарегистрировался в Германском археологическом институте, расположенном тогда на Капитолии. Иванов и Гревс вошли в состав русского кружка, членами которого были А. И. Кирпичников, византинист К. Крумбахер, а также художник Ф. Рейнман, который делал копии катакомбных фресок для Музея изящных искусств, чей директор И. Цветаев также находился в Риме. Ивановы сошлись с семейством о. Христофора (Флёрова) — настоятеля посольской церкви Св. Николая Мирликийского, и Иванов почти полностью отошёл от написания диссертации. Далее Крумбахер предложил поехать на Юг Италии, куда Ивановы отправились 24 июля 1892 года. В августе Вячеслав, Дарья и Саша Ивановы побывали в Неаполе, Мессине, Таормине, Сиракузах, Палермо; античные памятники производили огромное впечатление. Иванов взял даже специальное разрешение археолога и с 27 августа отправился на помпейские раскопки. В Неаполе продолжилось знакомство с М. Н. Крашенинниковым, который снял для Ивановых недорогую квартиру в Риме на осень.
Сентябрь — декабрь 1892 года Иванов проводил в библиотеках Рима и Германском институте, углублённо занимаясь диссертацией, и даже рассчитывал защитить её весной следующего года. Летом 1893 года, когда Иванов так и не завершил диссертации и не поехал в Берлин, вокруг него вновь создался русский кружок, причём И. Гревса сопровождали историки — М. И. Ростовцев и К. С. Шварсалон. Шварсалон вскоре уехал в Венецию, тогда как с Ростовцевым Иванов сошёлся накоротке, ввёл его в Германский институт и возил в Помпеи. Оставшийся на лето в Риме Иванов свёл знакомство с М. Нестеровым, изучавшим тогда христианское искусство. Далее Иванов и Крашенинников приняли участие в подготовке юбилея 50-летней научной деятельности Т. Моммзена и отправили по 10 марок в научный фонд, планировалась и широкая кампания в российской прессе. В октябре в Рим прибыл и сам юбиляр, но при этом Иванов уже воспринимал свою диссертацию как «надоедливую ношу».

### Знакомство с Лидией Шварсалон и последующие события

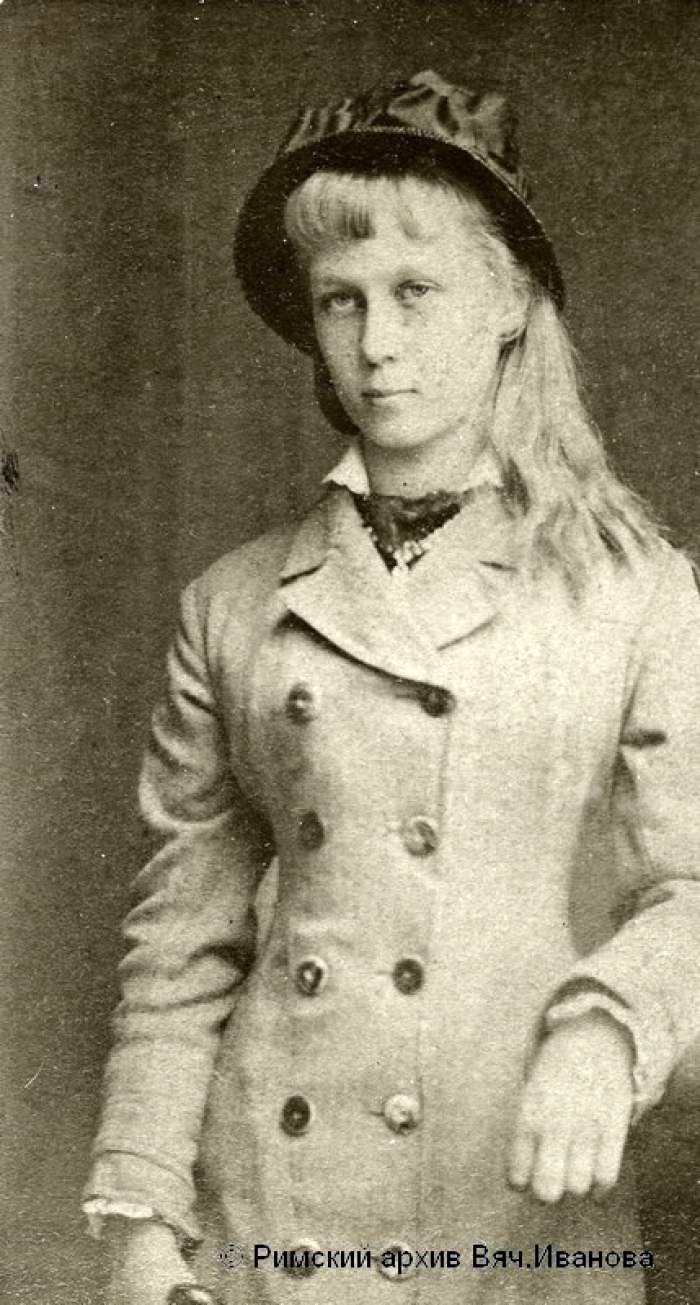
Лидия Зиновьева в юности. Фото из Римского архива Вяч. Иванова

В европейский период 1880—1890-х годов мировоззрение Иванова развивалось в двух несхожих направлениях, которое, как всегда у него, образовывало единство в перспективе: христианской соборности Хомякова и Соловьёва и ницшеанстве. По мнению С. Аверинцева, исходный импульс был политическим, поскольку и русские апологеты соборности и Ницше предлагали радикальную альтернативу «культу государственности», захлестнувшему Европу того времени. Также судьба Ницше имела для Иванова и оттенок личного примера: изначально тот тоже был филологом-эллинистом и писал латинскую диссертацию, но вскоре расстался с академической наукой и попытался лично пережить первооснову эллинской культуры как целостного феномена. Для Иванова это стало откровением и определило не только главный предмет его поэтических и научных интересов, но и сугубо личное: в Дионисе, по словам С. Аверинцева, «личность забывает о границах между собою и миром, между ликованием и скорбью — а также между дозволенным и недозволенным». Таким образом, встречу Лидии Шварсалон и Иванова Аверинцев предлагал воспринимать не только в эмоциональном измерении, но и на фоне кризиса русской культуры как «умения жить», что и подготовило появление Надсона и символизма.
Встречу эту в июле 1894 года спонтанно устроил И. Гревс, так как Лидия, переживавшая тогда разрыв с супругом, стремилась воочию увидеть «замечательного человека». Их римские беседы оставили чувство «незавершённости», однако Лидия Дмитриевна уезжала в Женеву, а затем и в Петербург — к детям, тогда как Ивановы в августе были вынуждены покинуть Рим (их квартирный хозяин расстался с домом) и обосноваться во Флоренции. Дарью Михайловну и дочь Сашу Вячеслав отправил в Швейцарию, а сам остался в городе, поскольку этого требовала работа над диссертацией. 18 октября состоялось объяснение Лидии и Вячеслава: она позволила прочитать страницы из своего девичьего дневника и записала в тот день «Я люблю его, положим, что я люблю его. Мы пара». Далее наступил двойной кризис: Иванов окончательно понял, что диссертация зашла в тупик и боролся с чувствами к Зиновьевой-Шварсалон, раздумывая о возвращении в Россию. Супруг Зиновьевой — К. Шварсалон как раз тогда обратился против неё с иском, стремясь получить 2000 рублей годовой ренты, как пострадавший от прелюбодеяния (с И. Гревсом, что не соответствовало действительности). 1895 год прошёл крайне напряжённо: Иванов и Зиновьева осознали, что не в состоянии бороться со своими чувствами, но при этом их переписка показывает постоянную напряжённость в отношениях, частые споры и непонимание. 16 марта Дарья Иванова пришла к Лидии Шварсалон за объяснениями, о чём Зиновьева поведала Вячеславу письмом. Иванов, под впечатлением ситуации, отправился на кладбище Campo Verano, где пережил момент некоей «пантеистической эпифании», сообщившей ему «ницшеанское» ощущение своего существования «по ту сторону добра и зла». Это парадоксально привело к поэтической активности и созданию «Песней Дафниса».
Дальнейшие отношения также оставались крайне запутанными. Разрыв между Дарьей Михайловной и Вячеславом Ивановичем осуществился на Пасху 1895 года. Перед отъездом она попросила переписать ей все стихи, сочинённые за 10 лет совместной жизни, что Иванов и исполнил, заполнив два альбома. Дарья Михайловна и Саша отправились в Берлин, где их встретила А. Т. Дмитриевская, потом они вернулись в Москву вместе с Вячеславом. На этом отношения Иванова и Дмитриевской далеко не закончились, вероятно, он не возражал и против сохранения треугольника. Более того, Дарья Михайловна из Москвы писала Гревсу, что согласна «делить» мужа с Л. Д. Шварсалон, полагая, что Иванов «человек благородный и гениальный, и что ему, как гению, нужны особые условия счастья». Однако это возмутило Лидию Дмитриевну, вплоть до того, что Иванов был готов вернуться к Дарье Михайловне. 1 (14) июня Дарья Иванова навестила Владимира Соловьёва и передала ему альбомы со стихами Вячеслава. Тот заявил, что поэзия «великолепная», рекомендовал издать стихи отдельным сборником и обещал дать в несколько журналов рецензию. Однако примирение оказалось коротким, и по настоянию брата 7 июля Дарья Михайловна потребовала развода. В результате после 9 лет проживания в Европе, Иванов на две недели в октябре прибыл в Петербург и Москву, только для того, чтобы его зарегистрировали в полиции как «прелюбодея». 9 (22) октября Иванов встречался в гостинице «Англетер» с Владимиром Сергеевичем Соловьёвым. В старой столице он в последний раз увиделся с матерью, — тяжело больная, она жила в доме Дмитриевских.

### Попытка защиты диссертации

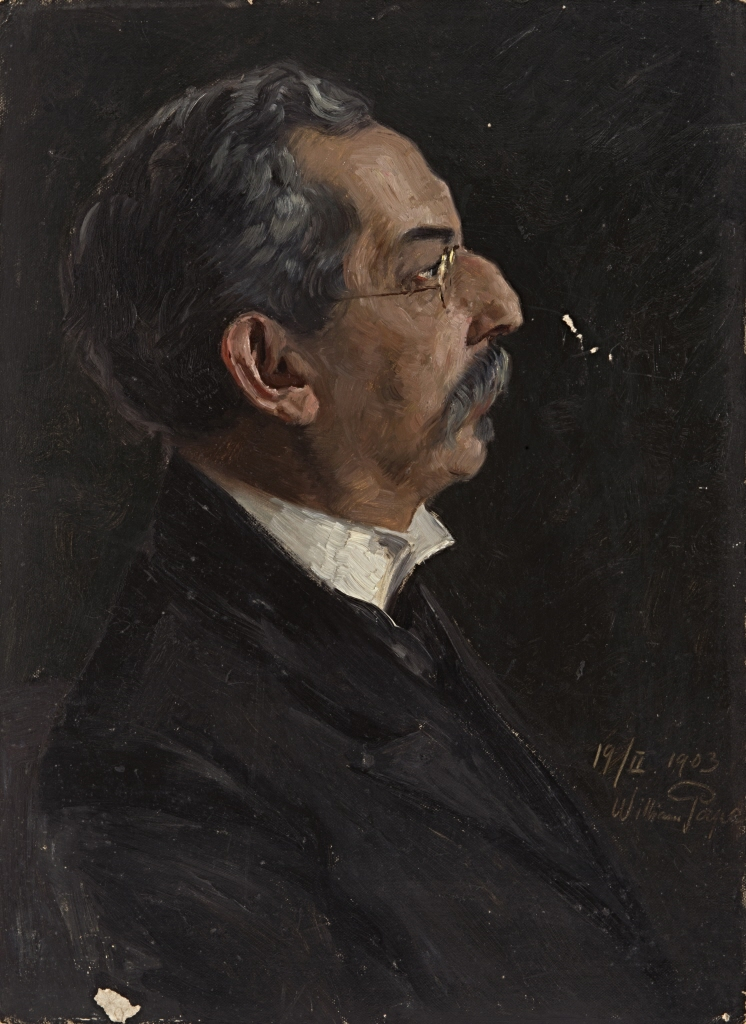
Папе, Вильям. Портрет Оттона Гиршфельда, 1903, Берлинская галерея

В силу ряда жизненных обстоятельств, Иванов почти на два года потерял связь со своим научным руководителем Гиршфельдом. По словам М. Вахтеля, так впервые проявилось явление, которое сам Иванов именовал своим «принципом выжидания и медлительности». Это наложилось на тяжёлое заболевание малярией, и в результате он так и не смог прибыть в Берлин к октябрю 1893 года с готовым текстом. Следующее упоминание о диссертации появилось в письме к Лидии Зиновьевой от 25 февраля 1895 года, а завершённый текст Иванов подал Гиршфельду в ноябре 1895 года. Работа получилась носящей наполовину филологический, наполовину юридический характер, предполагалось, что главным оппонентом станет Моммзен. Главный оппонент работы в те времена являлся и главным экзаменатором на «промоциях» (квалификационных испытаниях). Моммзен при личной встрече с Ивановым был сух, однако одобрил план сокращения масштабов диссертации (4 главы вместо 12); ознакомившись с рукописью, он высоко оценил стиль и содержательные достоинства. Однако в 1896 году из-за бракоразводного процесса и смерти матери Иванова процесс защиты прервался. 20 декабря 1896 года Иванов всё-таки встретился с Гиршфельдом, и тот принял его «очень вежливо», однако Моммзен 22 декабря не без раздражения заявил, что за давностью срока не помнит ни работы диссертанта, ни своего отзыва о ней, но в конце концов согласился текст перечитать. 5 января 1897 года Моммзен сообщил, что диссертацией недоволен, однако экзаменовать Иванова согласился, и даже дал разрешение ознакомиться со своим отзывом, который никогда докторантам не предоставляли. Отзыв, цитируемый в письме Л. Зиновьевой, завершался так: «Работа г-на Иванова <…> показывает владение богатым материалом <…> тщательное использование филологической литературы, самостоятельное мышление и, наконец, способность изложить разрозненный материал на правильной, хотя и не всегда лёгкой, а зачастую и вычурной латыни. Однако, с другой стороны, я должен сказать, что автор переоценил свои силы и в целом ряде случаев не справился с очень большими трудностями избранной задачи».
Иванов до начала февраля хлопотал о переносе даты экзамена, кроме того, фирма S. Calvary & Co потребовала 500 марок невозвратного залога для печатания диссертации, которая не представляла коммерческого интереса. Несмотря на уговоры Гиршфельда о формальном характере экзамена, а также предложение пройти габилитацию и оформление приват-доцентом университета, Иванов принял окончательное решение не являться на промоции. Тем не менее до зимнего семестра 1898 года он числился в именных списках Берлинского университета.
Иванов ещё долго не оставлял идеи реализовать себя в академической среде, хотя Е. Ананьин постфактум и утверждал, что Иванов был чужд университетской науке. Периодически он возобновлял переписку с Гиршфельдом. В 1906 году он вернулся к идее опубликовать свою диссертацию в России, причём к тому времени единственный рукописный экземпляр её находился в архиве Берлинского университета. Гиршфельд согласился скопировать её, и вышедшая в 1910 году книга о римских обществах откупщиков была снабжена посвящением учителю — «Ottoni Hirschfeldio, Magistro».

### Брак с Лидией Зиновьевой

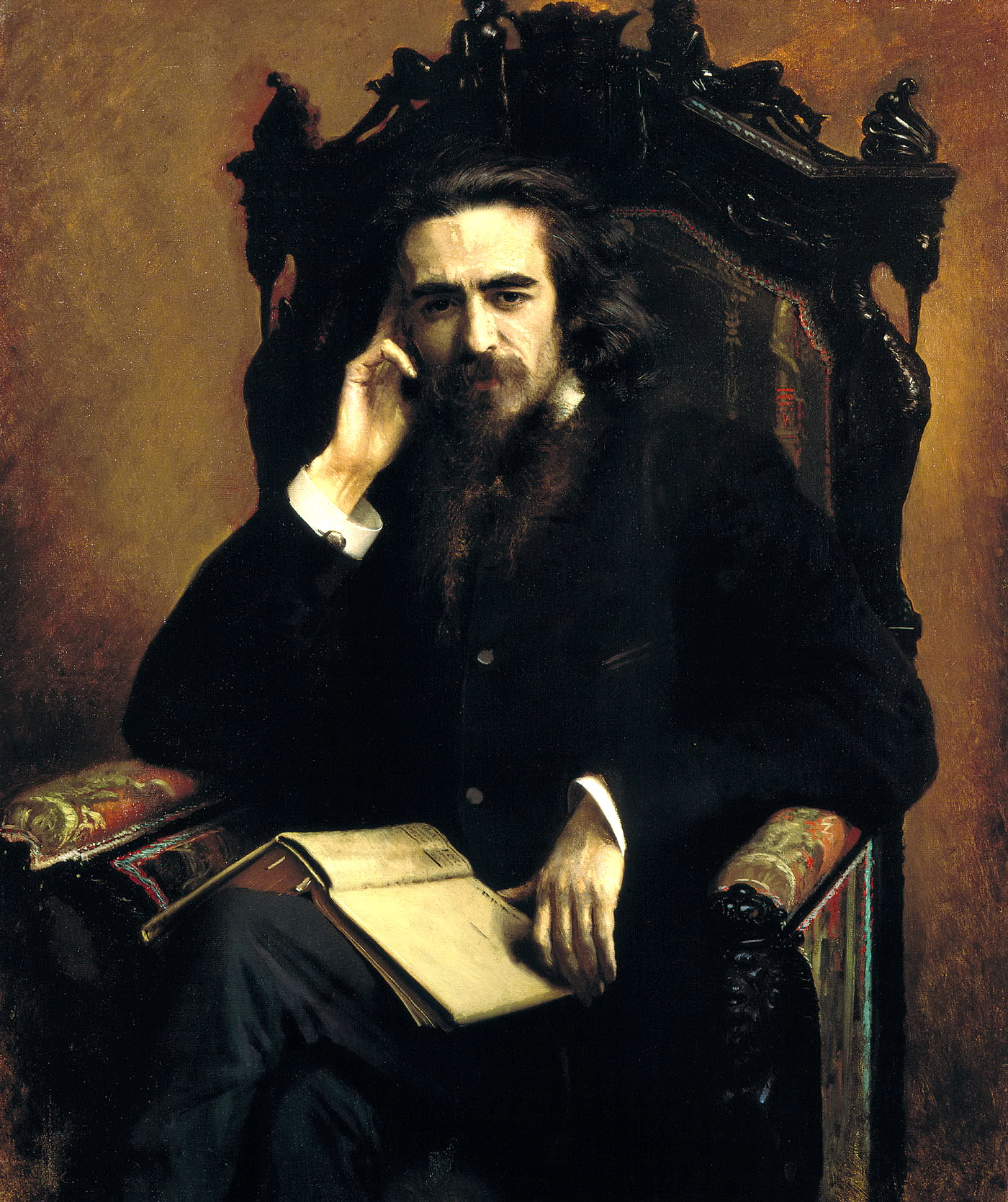
И. Крамской. Портрет Владимира Соловьёва. 1885, холст, масло, 113 × 94 см. Государственный Русский музей

События личной жизни Иванова в 1896 году были ещё драматичнее. Вячеслав Иванович с Лидией Дмитриевной жили с начала года в Париже, где 28 апреля родилась их дочь Лидия (1896—1985). В силу положения её родителей, она не была крещена и не получила никаких документов. Иванов общался с крайне узким кругом собеседников, в котором проповедовал Ницше. В апреле в Москве скончалась его мать, так и не узнавшая о разрыве с Дарьей Дмитриевской; на некоторое время это пробудило у Иванова детскую религиозность. О том, ездил ли он в Москву на похороны, неизвестно. 24 (31) мая определением властей Санкт-Петербургской епархии брак супругов Ивановых был расторгнут с запрещением Иванову вступать в брак повторно и с преданием его семилетней епитимии. После развода бывшая тёща — А. Т. Дмитриевская, увезла Дарью с Александрой в Харьков и с тех пор препятствовала их общению с Ивановым. Развод сделал Иванова одиозной фигурой даже в кругу его ближайших друзей. Развод Лидии Дмитриевны протекал намного тяжелее, вплоть до того, что приходилось скрывать детей от К. Шварсалона и вести шифрованную переписку. С 1897 года Иванов и Зиновьева поселились в деревне Аренцано в семи километрах от Генуи, где Вячеслав обучал Веру и Сергея Шварсалонов по программе парижских лицеев. Невенчанные супруги посетили Ассизи и Флоренцию, но большей частью жили уединённо. Из-за очередного иска К. Шварсалона Лидия и Вячеслав, оставив детей в Швейцарии, отправились в Петербург. Иванов возобновил научные занятия и, по-видимому, лично встречался с Вл. Соловьёвым, начав работу по изданию сборника своих стихов — будущих «Кормчих звёзд». Благодаря Соловьёву состоялся поэтический дебют Иванова: стихотворение «Дни недели» появилось в сентябрьском выпуске «Вестника Европы», а в декабрьском номере журнала «Cosmopolis» — стихотворение «Тризна Диониса».
В марте 1898 года Лидия Шварсалон получила развод и вернула себе девичью фамилию, после чего начались хлопоты о заключении её брака с Ивановым — она вновь была беременна. В Петербурге они поселились у давней подруги Зиновьевой — М. М. Замятниной, которая, в свою очередь, отправилась в Неаполь — присматривать за детьми. С тех пор до самой своей кончины в 1919 году, Мария Замятнина служила у Иванова домоправительницей и воспитательницей. В июне в № 6 «Вестника Европы» вышли «Четыре сонета». Попытался Иванов ещё раз увидеть Вл. Соловьёва, но не сумел отыскать имение С. П. Хитрово Пустынка (на станции Саблино). Блуждая в безуспешных поисках, Иванов уверил себя, что вёл с философом телепатический «солилоквий», во время которого убедился, что «Церковь есть таинство вселенской любви и свободного единения во Христе и адекватное познание тайны бытия возможно лишь в общении мистическом, то есть в Церкви».

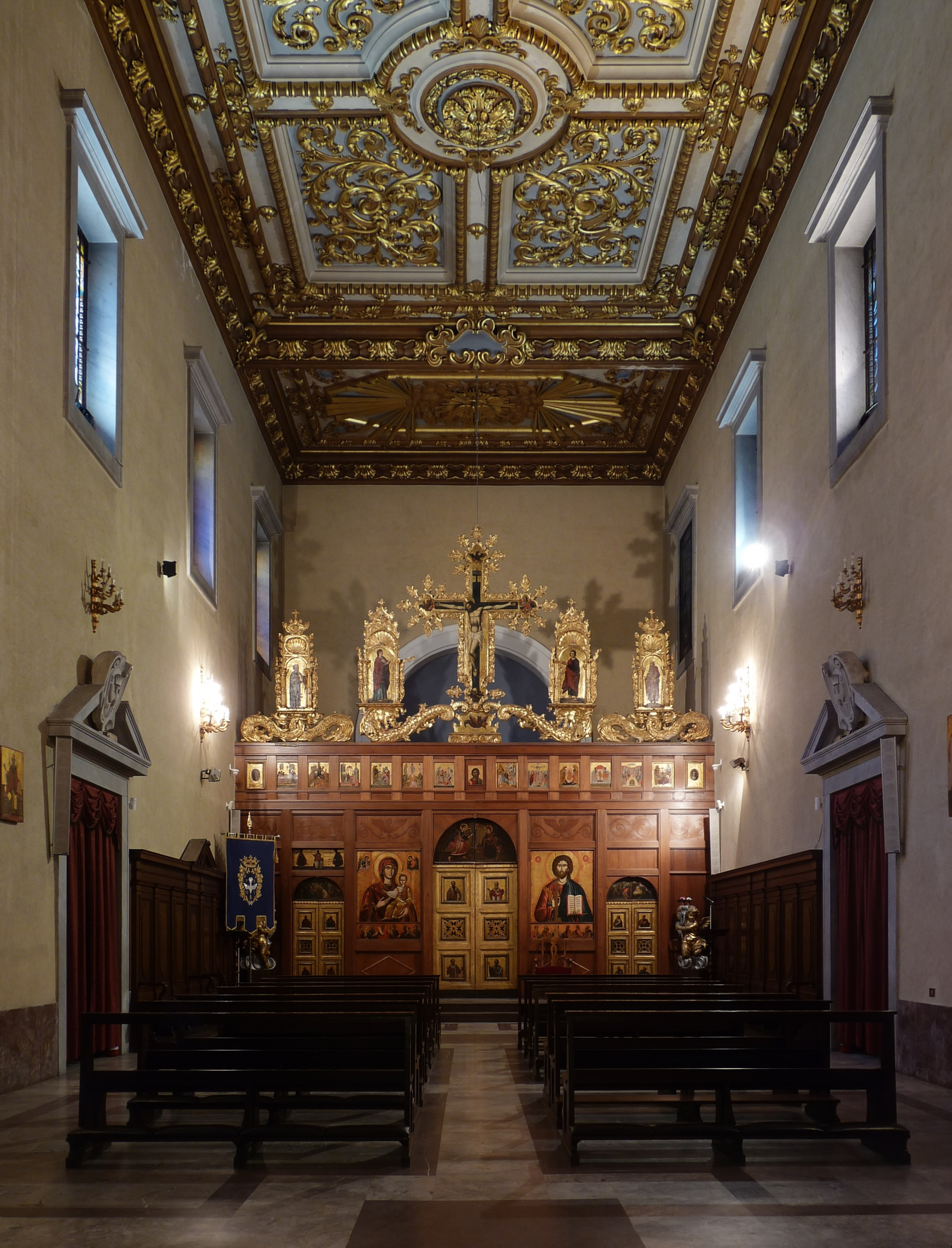
Интерьер греческой церкви Сантиссима Аннунциата в Ливорно в 2009 году

Так началась борьба за венчание с Зиновьевой. Это было возможно только при намеренном и планомерном нарушении российских законов. В письме, написанном для конспирации на итальянском языке, Иванов сообщал, что в 1899 году дал большую взятку, чтобы заменить паспорт, в котором был зафиксирован запрет на будущий брак, но венчание в России было невозможным. Сначала договорились с греческим архимандритом в Венеции, однако русский консул потребовал у Иванова официальную бумагу о разрешении нового брака (его можно было выписать только при согласии оскорблённой стороны, то есть Д. М. Дмитриевской), таинство сорвалось, и пришлось срочно покинуть город из-за «разглашения опасного дела». В августе в Ливорно старый греческий священник пожалел Лидию Дмитриевну, находившуюся на восьмом месяце беременности и обвенчал их, не спрашивая никаких документов. Ольга Шор особо описала «дионисийский» обряд, в соответствии с которым вместо русских брачных венцов на головы венчавшихся возложили скрученные виноградные лозы, обмотанные шерстью ягнёнка. Отчасти, это стало отправной точкой для рассуждений Иванова, что эллинская религия наряду с иудейской является предтечей христианства. 17 октября 1899 года родилась дочь Иванова и Зиновьевой — Елена, которая скончалась 27 ноября во время пребывания в Англии. Тогда тяжело переболели все члены семьи, и сам Вячеслав. Летом 1899 года они вернулись в Женеву, поскольку надо было «легализовать» дочь Лидию, существовавшую без всяких документов. В 1900 году Иванов и Зиновьева жили в Петербурге и Сестрорецке: Иванов привёз в Россию рукопись «Кормчих звёзд». 31 июля скончался Вл. С. Соловьёв; это было большим ударом для Иванова. Новая беременность Лидии Дмитриевны протекала очень тяжело, и она не могла покинуть Копорье. 7 (20) сентября произошёл выкидыш, потребовавший сложной операции. Оправившись, в декабре они отправились в Швейцарию, и по пути в Мюнхене крестили 4-летнюю Лидию в греческой церкви, без указания матери.

### Афины и Иерусалим

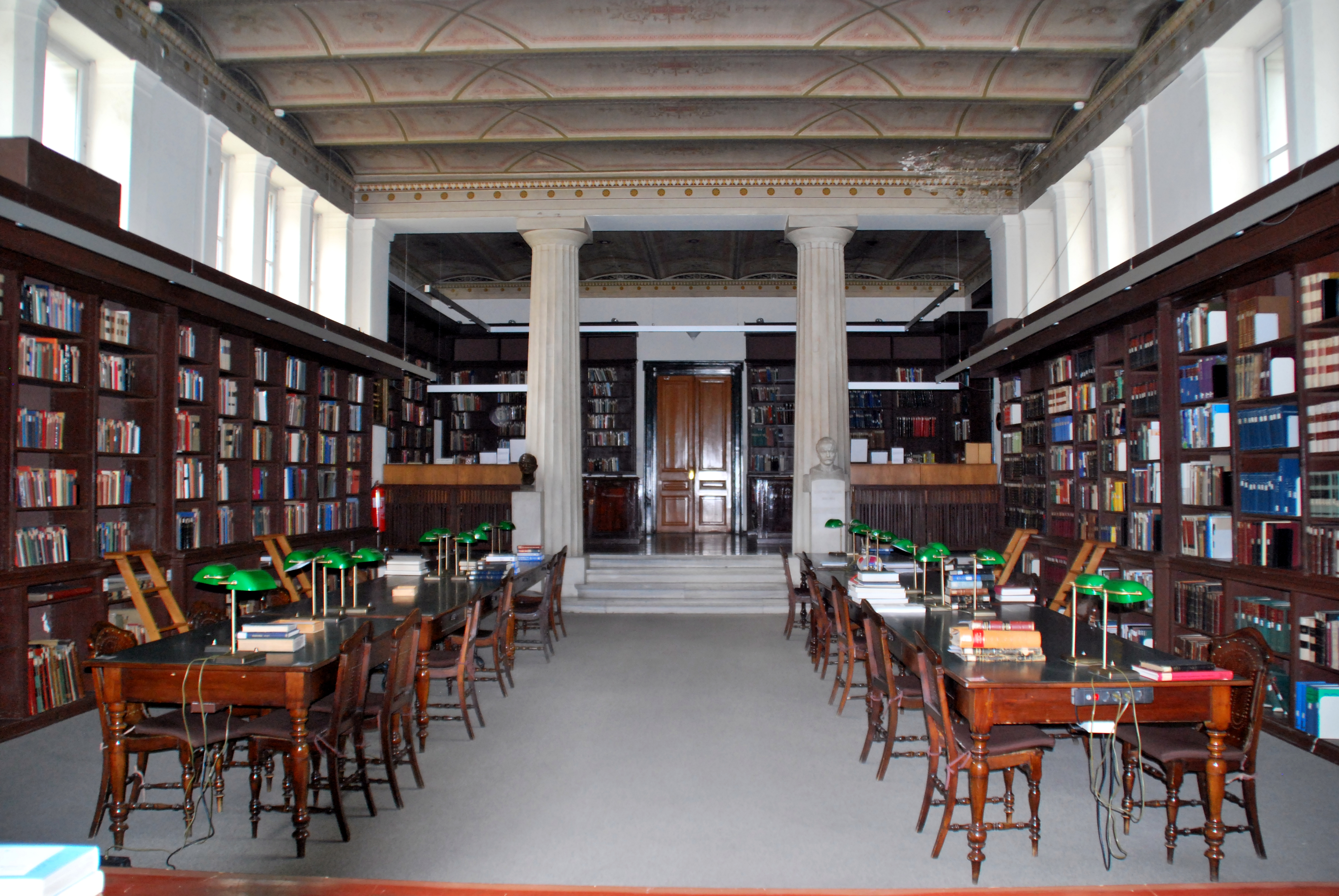
Библиотека Немецкого археологического института в Афинах в 2012 году

В марте 1901 года Иванов и Лидия Зиновьева-Аннибал собирались в Афины, чтобы на месте изучать эллинские древности. Работа спонтанно прервалась решением отправиться на Страстную неделю и Пасху в Палестину с греческими паломниками. Отплыв из Пирея 20 марта 1901 года, 24 марта (6 апреля по григорианскому календарю) они оказались в Александрии. Дальнейшие планы были сорваны эпидемией чумы в Египте, из-за которой прервалось пароходное сообщение. Зиновьева, которая была прекрасной наездницей, решила путешествовать верхом. Встретив Пасху в Иерусалиме (14 апреля), путешественники отправились в Назарет, и оттуда через Хайфу в Яффу, посетив практически все библейские святыни. В мае Зиновьева сообщала М. Замятниной, что верховое путешествие оказалось чрезвычайно трудным: в течение 7 дней они преодолевали по 40—45 вёрст верхом, причём у Иванова оказалась норовистая лошадь, которая дважды падала со своим всадником. В результате Иванов повредил колено и получил сильный ушиб головы с рассечённой раной у виска. События происходили в палящую жару в пустыне, и в таком состоянии двое суток пришлось ехать до Назарета. В Яффе удалось сесть на пароход в сильный шторм, поскольку корабли в те времена не могли приставать к берегу; при этом перевернулись две арабские лодки. Когда Иванов несколько оправился, было решено проехать из Порт-Саида в Каир, но здесь выдержали только три дня. Тем не менее супруги совершили восхождение на вершину Пирамиды Хеопса. Наконец, 20 мая по старому стилю вернулись в Грецию: Зиновьева заявила, что «что мы уходили из жизни эти последние 6—7 нежданных и страшных недель, и теперь вновь будем жить, словно воскресаем из какого-то непонятного состояния». Помимо обострения малярии, Иванов заразился в поездке тифом, тяжёлая форма которого продолжалась 45 дней. Хозяева афинского пансиона предъявили Ивановым счёт в 1400 драхм под предлогом, что тифозный больной наносит ущерб заведению, и грозились судом. Иванов, несмотря на своё состояние, составил разбор их претензий на 6 листах, сторговаться удалось на 200 драхмах. Далее Иванов и Зиновьева поселились у цирюльника-грека на южном склоне Ликабета. Заболевание Иванова после паломничества С. С. Аверинцев рассматривал как подобие инициации — спуска к пределам смерти.
19 ноября (2 декабря) 1901 года Иванов жаловался в письме И. М. Гревсу, что на новогодние праздники Зиновьеву ожидали в Женеве дети, а сам он по причине долгой болезни почти ничего не успел. Поэтому Иванов принял болезненное для себя решение разлучиться и задержался в столице Греции до марта 1902 года, в течение трёх месяцев посылая эпистолы ежедневно. Эта переписка сохранилась полностью. Как и в период своего римского пребывания, Иванов связался с Германским археологическим институтом, пользовался его фундаментальной библиотекой, посещал лекции и раскопки. Он не замыкал себя кругом немецких учёных, и прослушал во Французской археологической школе лекции Теофиля Омолля о раскопках в Дельфах и Артура Эванса в Британской археологической школе о только начатых исследованиях в Кноссе. Тем не менее главным его наставником на земле Эллады явился первый секретарь Германского института Вильгельм Дёрпфельд. С его преемником Людвигом Курциусом Иванов общался в Риме уже в 1930-е годы. Дёрпфельд ещё в 1896 году выпустил новаторскую работу об античном театре, которую Иванов затем обильно цитировал в «Эллинской религии страдающего бога». Однако Иванову археологические открытия были интересны и в их проекции к современности. В письме жене от 24 (11) февраля он отметил, что Дёрпфельд предлагал строить новые театры по образцу античных, чтобы места зрителей окружали значительную часть сцены, что усилит эффект изображаемого. Дёрпфельд утверждал, что в древности действие совершалось пластически, телесно в самой среде зрителей. Для самого Иванова это стало отправной точкой для рассуждений о возрождении античной трагедии в театре будущего и хоральном действе, неотделимом от участия в нём публики.
Л. Зиновьева-Аннибал в письме М. Замятниной от 17 июля 1901 года отмечала:

Здесь воскрес в нём учёный, на которого, бывало, глядели с ожиданием Моммзен, и Гиршфельд, и Крумбахер, и Виноградов, и Гревс, и ещё, и ещё многие. Он весь ушёл в свою тэму, и здесь, в Афинах, впервые наука примирилась и вступила в союз любовный с поэзией.

### Париж — Москва — Петербург: Иванов и русский литературный процесс

Вячеслав Иванов с Лидией Зиновьевой-Аннибал. Фото из Римского архива Вяч. Иванова

В апреле 1902 года, не выдержав разлуки с семьёй, Иванов отказался от поездки по Пелопоннесу и греческому архипелагу и вернулся в Женеву. Следующий год его жизни очень скудно документирован: все его близкие находились рядом, дневника он не вёл, а переписка велась спорадически. В основном, все жили на женевской вилле. Однако в начале 1903 года по литературным делам отправилась в Петербург М. М. Замятнина, ставшая «литературным эмиссаром», а далее и Л. Зиновьева-Аннибал должна была появиться у одра умирающей матери. Иванов хотел воспользоваться этим для публикации романа Зиновьевой «Пламенники», а благодаря Замятниной установил эпистолярное общение с Д. С. Мережковским, В. В. Розановым, А. Н. Бенуа и представителями издательства «Скорпион» — в первую очередь, Брюсовым и Поляковым. Однако дело продвигалось медленно: Иванов был нужен и «Новому пути» Мережковского, и Брюсову, однако публиковать роман Зиновьевой-Аннибал никто не собирался (он так и остался в рукописи).
В феврале 1903 года возник проект задействовать Иванова в работе парижской Высшей школы общественных наук, возглавляемой М. М. Ковалевским. Пригласил его Иван Иванович Щукин, с которым они были знакомы с 1895 или 1896 года и общались совместно с И. М. Гревсом. Проект заинтересовал Иванова потому, что в Школе преподавали его знакомые: Е. В. Аничков — впоследствии близкий друг; В. Г. Тан-Богораз, стихи которого интересовали Иванова; П. Д. Боборыкин, романы которого Иванов читал; Ю. Ф. Семёнов, женатый на дочери А. и В. Гольштейнов, и даже К. Д. Бальмонт, за творчеством которого Иванов следил. Пригласительное письмо Щукина, датированное 8 февраля, было вызвано публикацией «Кормчих звёзд». Иван Иванович предлагал прочитать курсы лекций по предмету докторской диссертации Иванова, не зная ещё об изменении его интересов. Когда они договорились, название курса было определено как «Греческая религия страдающего бога (религия Диониса)», то есть совмещало оба названия текстов, впоследствии опубликованных в журналах «Новый путь» и «Вопросы жизни». Вечером 25 апреля Иванов уехал в Париж один, поскольку детей оставить было не на кого. Первая же лекция имела успех и у слушателей, и у коллег — включая принципала М. М. Ковалевского. Иванова сразу избрали профессором и членом совета Школы, предложили войти в её постоянный штат, на 1903—1904 год учебный год были заявлены два курса: «Связь греческой мифологии с древнейшими философскими системами» и «История римских государственных учреждений». Как оказалось, они так никогда и не были прочитаны: Иванова раздражали радикально настроенные слушатели Школы, лекции, несмотря на восторги, обернулись рутиной, и весной 1904 года он расторг соглашение под предлогом начала Русско-японской войны.
Для всей судьбы Иванова принципиальным стало личное знакомство с В. Брюсовым, описанное последним:

Но самое интересное было, конечно, Вяч. Иванов. Он читал в Русск[ой] школе о Дионисе. Это настоящий человек, немного слишком увлечён своим Дионисом. Мы говорили с ним, увлекаясь, о технике стиха, и нас чуть не задавил фиакр…
16 (19) марта 1904 года Иванов и Зиновьева прибыли в Москву и остановились в меблированных комнатах Троицкой у Никитских ворот, где и прожили до июля. Иванов вошёл в круг московских символистов, перейдя на «ты» с Брюсовым, Бальмонтом и Балтрушайтисом. В апреле Иванов и Зиновьева отправились в Петербург, где первый же визит нанесли Мережковским. Однако лёгкого общения и полного взаимопонимания не получилось, Л. Зиновьева даже писала: «Здесь дух иной. Нет глубокой солидарности, нет детской ласки поэтов, но есть упорная и яростная борьба, чтобы получить Вячеслава в Петербург из Москвы». Пробыв в Северной столице 10 дней, чета Ивановых вернулась в Москву. Здесь и было принято решение о возвращении на родину: Иванов мог хорошо зарабатывать, множество изданий просили его тексты, хорошо распродавались и вышедшие книги. При этом Мережковские не гарантировали ни заработков, ни свободы, тогда как Брюсов хотел сделать Иванова постоянным автором «Весов» и не претендовал на роль единственного идеолога. По ряду причин Иванов и Зиновьева-Аннибал возвратились в Женеву и обосновались в России лишь весной 1905 года.

## «Башня» (1905—1912)

### Первый год на Башне

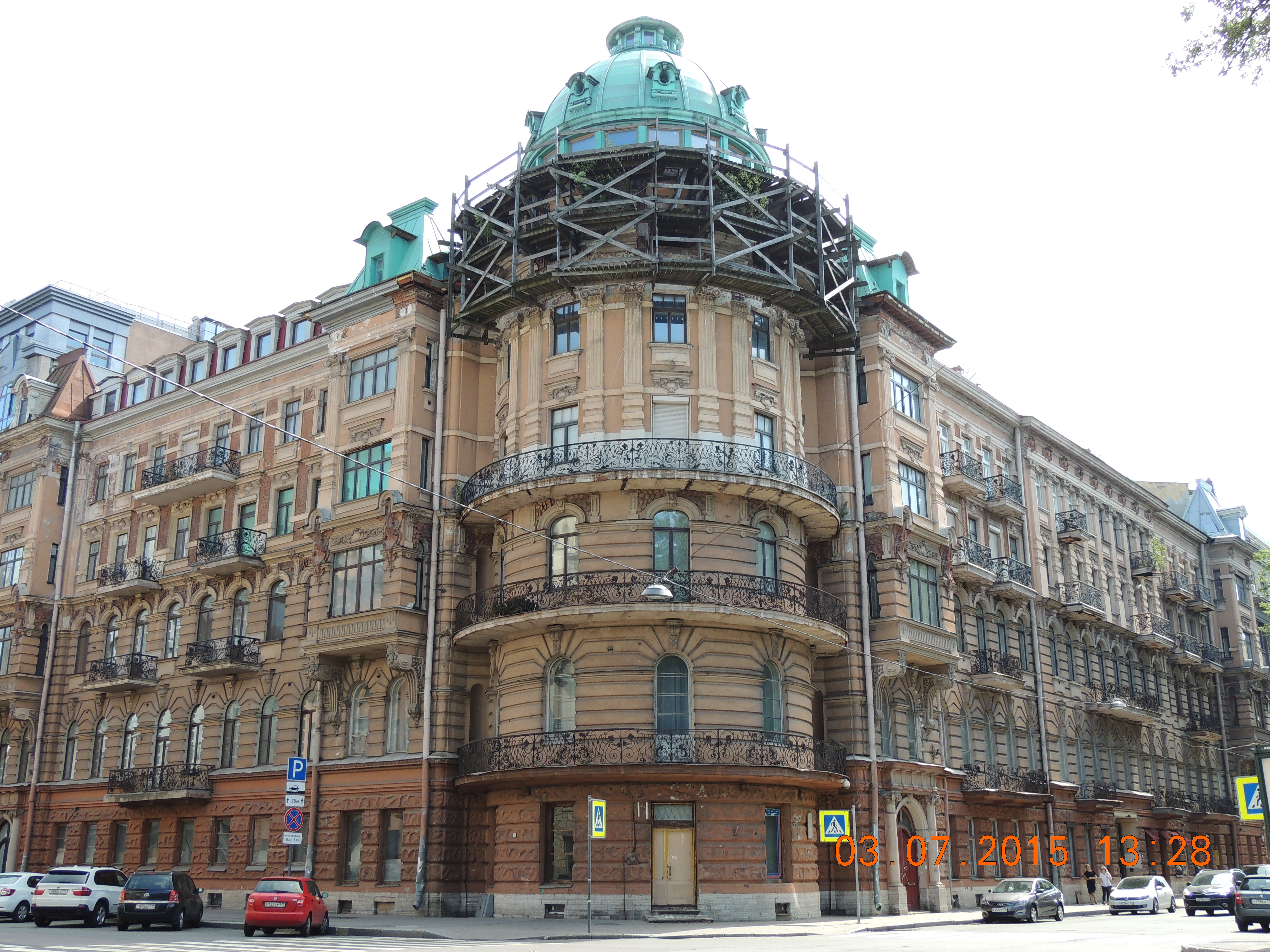
Дом № 1 по Тверской улице Санкт-Петербурга, где в квартире Иванова собирались младосимволисты и будущие акмеисты. Фото 3 июля 2015 года

Ещё находясь в Швейцарии, в 1904—1905 годах Иванов оказался полностью занят делами «Весов» и «Северных цветов», причём только в «Весах» в тот же период вышли 6 статей Иванова, 4 рецензии (в том числе на Блока и Верлена), большая статья Зиновьевой-Аннибал и две рецензии М. Замятниной. В Россию семейство Иванова — Зиновьевой-Аннибал выехало 20 марта 1905 года (по старому стилю), однако неожиданным оказалось, что московское символистское движение переживало глубокий кризис. Вдобавок начало русской революции произвело сильное отчуждение символистских изданий от читателей. Более того, консервативно настроенный с 1880-х годов Иванов стремительно «левел», тогда как Брюсов не скрывал своих правых убеждений, что вносило дополнительный разлад в их отношения. В материальном плане всё обстояло благополучно: в петербургских «Вопросах жизни» с продолжением печаталась монография о Дионисе, за которую издатель Д. Жуковский платил гонорар в 50 рублей за печатный лист. В середине июня Иванов и Зиновьева, взяв 65 рублей из редакции «Скорпиона», покинули Москву и месяц уединённо жили в Петербурге на квартире М. Замятниной «не поднимая штор»: выстраивались новые планы.
«Башня» — квартира 24 в доме 25/1 по улице Таврической (ныне дом 35), появилась случайно. Первое упоминание о ней следует в письме Зиновьевой-Аннибал дочери от 25 июля 1905 года, там сообщалось, что квартира расположена на шестом этаже, а четыре комнаты очень «поместительны». В письме М. Замятниной от 1 августа подробностей больше:

Единственная квартира во всём Петербурге. Что-то дико фантастическое и прекрасное. 6-й этаж, из кухни ход на крышу и прогулка по крышам самого высокого дома города с видом на все четыре стороны города и боро́в в синих далях. Сама квартира: огромная передняя. Прямо вход в огромную, глубокую комнату, к концу её обращающейся в свод и с единственным суживающимся кнаружи <так!> окном. Что-то готическое. Из неё вход в большую, составляющей <так!> круглый угол дома (Тверской и Таврической). Она разделена перегородками (стенками внутренними) на три комнаты, и они представляют странную форму благодаря башне.
Жизнь на Башне была далека от роскоши и даже элементарного комфорта: мебель досталась от покойного Д. Зиновьева, и её не хватало, библиотеку Иванов собрал из книг, хранившихся в квартире Замятниной; по стенам и углам проступала плесень, а устраивать вечера приходилось в складчину. Многократно описанные башенные собрания держались лишь на энтузиазме и артистизме хозяев и их посетителей. Ивановы оказались в Петербурге в «мёртвый сезон», что позволило им не торопиться с вхождением в литературные круги, но уже в конце августа слух о новом интеллектуальном центре распространился по Петербургу. Первыми откликнулись театральные деятели: 22 августа Н. Н. Вашкевич предложил создать театр «Дионисово действо», а 5 сентября появился В. Э. Мейерхольд. Этот проект впоследствии привёл к созданию театра В. Ф. Комиссаржевской. С первой недели сентября начались и знаменитые «среды», одними из первых на которых появились В. Эрн и В. Пяст. 15 сентября в переписке зафиксированы Сологуб, Ремизов, Чулков, Осип Дымов, и состоялось «пришествие» Бальмонта. В конце сентября Башню почтили визитом А. Чеботаревская, Мережковский с Философовым и М. Гершензон. Собрания бывали самые разные по направленности и составу участников: как для узкого круга единомышленников, так и для больших дискуссий «реалистов» с «модернистами», когда Башню посещали М. Горький, М. Арцыбашев, литературовед Д. Овсянико-Куликовский и многие другие. Хозяева старались сделать обстановку максимально раскрепощающей. Так, в письме от 5 октября, Зиновьева-Аннибал упоминала, что на собрании, посвящённом разбору творчества Арцыбашева, «намазали 80 бутербротов» (так в оригинале), съели 70 тартинок и выпили 5 бутылок вина и 3 — пива. В декабре на башенных собраниях впервые было зафиксировано присутствие К. А. Сомова, М. В. Добужинского и Н. А. Бердяева. Последняя в календарном 1905 году «Среда» 28 декабря закончилась визитом полицейского пристава с десятком городовых и обыском. Не обошлось без эксцессов: попытались задержать Елену Оттобальдовну Волошину — мать поэта, а у Мережковского, который пришёл уже после того, как полиция начала обыск, пропала шапка.

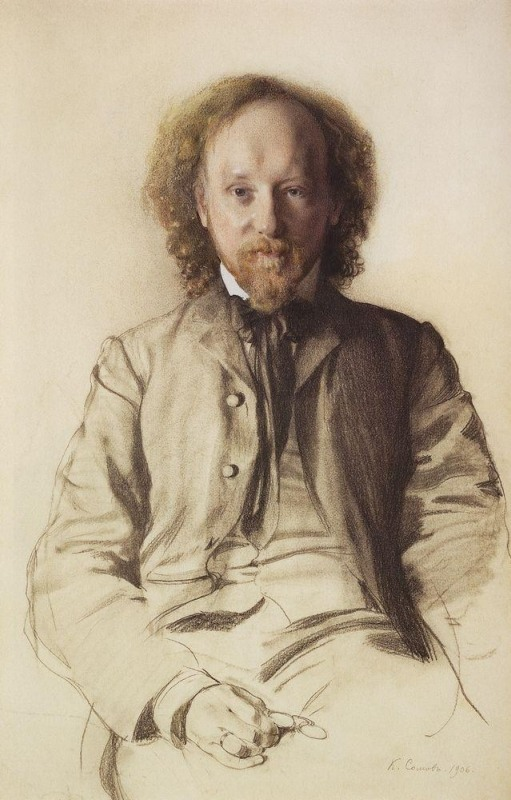
Портрет работы К. Сомова (1906)

Среда 18 января 1906 года была посвящена молодым поэтам, на ней в Башне впервые появился М. Кузмин, которого хозяева знали настолько плохо, что Иванов в списке гостей написал его фамилию с мягким знаком. Попытка пригласить Брюсова 22 января привела к большой ссоре на политической почве, эта ссора, однако, привела Иванова в редакцию «Золотого руна». На масленичной встрече 7 февраля появился А. В. Луначарский, по поводу выступления которого Иванов заявил: «Наш критик желает быть пророком, но хуже, что он требует, чтобы и художник был пророком». Далее развитие Башни пошло в направлении разнообразных проектов преобразования действительности, которые можно было осуществить вне «Сред». Зиновьева-Аннибал решительно потребовала отойти от политики (несмотря на попытку издания сатирической «Адской почты»). Гораздо более определяющим для жизни Башни стало основание кружка «гафизитов» (от имени персидского поэта), а сезон Сред был закрыт 26 апреля 1906 года.

### Второй год. Смерть Лидии Зиновьевой-Аннибал
В течение 1906 года Иванов и его жена сблизились с С. М. Городецким с целью образования «духовно-душевно-телесного слитка из трёх живых людей». Эта дружба дала Иванову новые темы, и в 1907 году он выпустил сборник «Эрос». Отношения Иванова с Городецким современники считали более чем дружескими, равно и «влюблённые» отношения Зиновьевой-Аннибал с Маргаритой Сабашниковой. Впрочем, влечение к Городецкому исчерпало латентную гомосексуальность Иванова, а попытка создать «тройственный союз» Сабашниковой и четы Ивановых привела к тяжёлому нервному срыву Маргариты Васильевны и скандалу с Волошиным. М. А. Кузмин исключал Ивановых из гомосексуально ориентированного круга, хотя, по свидетельству современников (например, М. Волошина) отношения Вяч. Иванова и Городецкого воспринимались однозначно. Тем не менее Кузмин и В. Нувель хотели создать осенью 1907 года «общество в роде Гафиза» без Ивановых. 30 апреля 1907 года Иванова посетила писательница Надежда Дмитриевна Санжарь, одержимая в тот период идеей вытеснения детьми здоровых и человечных людей «убогих выродков». С этой целью она ходила за «зародышем» к выдающимся, по её мнению, людям, в частности, Ф. Д. Батюшкову и А. А. Блоку. Блок, после визита Санжарь на Башню, прислал 29 апреля Иванову телеграмму следующего содержания: «Дан ли зародыш? Не скупитесь».
Из-за казуса с Сабашниковой, Иванов и Зиновьева решили в 1907 году пораньше выехать на летний отдых. Связано это было и с тем, что знакомая с ними деятельница Теософского общества Анна Минцлова, встав на сторону Сабашниковой, оказывала на круг Иванова недопустимое давление. В мае было принято решение ехать в имение Загорье, расположенное в Могилёвской губернии, однако сборы растянулись почти на месяц, в течение которого Иванов был обуреваем мистическими настроениями и раздумывал над поэмой «Прометей». Первой отправили в Загорье М. Замятнину с Константином и Лидией (Вера ещё не вернулась с учёбы в Женеве), а Вячеслав Иванович и Лидия Дмитриевна приехали 21 июня. Спустя два дня в дневнике Зиновьевой-Аннибал появилась следующая запись:

Загорье. 23 Июня 1907. Суббота.

Вячеслав переоценивает ценности — всё трещит. Поэзия и русская и всеобщая низвергается. Пушкин пережит — невыносимо холоден и искусствен, нет поэтической непосредственности. В русской литер<атуре> есть только гениальные начинающие: Достоевский и Лермонтов. Тютчев — гениальная бездарность. Пушкин всюду скучный моралист. Толстой понял, что литература <пропуск> и отказался от искусства. И литерат<ура> и скульптура — шарлатанство — музыка тоже. Только живописцы должны быть честны.
 Искал, что в литературе, в поэзии вечно. Только народная песня — мифотворчество должно быть, или литература погибнет.
После сложного в эмоциональном плане эпистолярного общения с М. Сабашниковой в отношениях Иванова и Зиновьевой-Аннибал в июле наступило умиротворение. Однако после того, как в деревню приехала из Женевы Вера Шварсалон и Маргарита Сабашникова, ситуация вновь осложнилась. После окончательного выяснения отношений и отъезда Сабашникова стала восприниматься Ивановым как нечто постороннее, он даже демонстративно прервал переписку с ней. В то же время разворачивался скандал в редакции «Золотого руна», из редколлегии которого в августе демонстративно вышли Мережковский и Гиппиус. На фоне постепенно разрастающегося кризиса, в ночь с 10 на 11 октября 1907 года, Зиновьева-Аннибал слегла со скарлатиной. О. Шор, вероятно, со слов Иванова, писала, что эпидемия разразилась в соседней с имением деревне, а Лидия Дмитриевна стала учить крестьянок обращаться с больными детьми, не задумываясь, что в детстве сама не переболела. Перед смертью Л. Зиновьева-Аннибал вела дневник, продолженный затем Ивановым; протокольные записи о течении болезни оставила В. Шварсалон. 17 октября Лидия Зиновьева скончалась. Заботы о похоронах взял на себя её брат — член Государственного Совета А. Д. Зиновьев, который договорился о месте на Никольском кладбище Александро-Невской лавры.
Во внутренней жизни Иванова вплоть до середины 1908 года огромное место заняли явления умершей жены и «общение» с нею, осуществляемое методом автоматического письма. Первоначально речь шла о визуальных галлюцинациях, сопровождающихся слуховыми, позднее именно слуховые заняли главное место. В подборке Иванова зафиксировано более 100 таких видений, и ещё неустановленное число содержится в разнообразных черновых записях. Судя по собственным суждениям, первое видение Зиновьевой пришлось на 25 декабря 1907 года, при этом присутствовала и А. Минцлова.

### Башня после кончины Зиновьевой-Аннибал

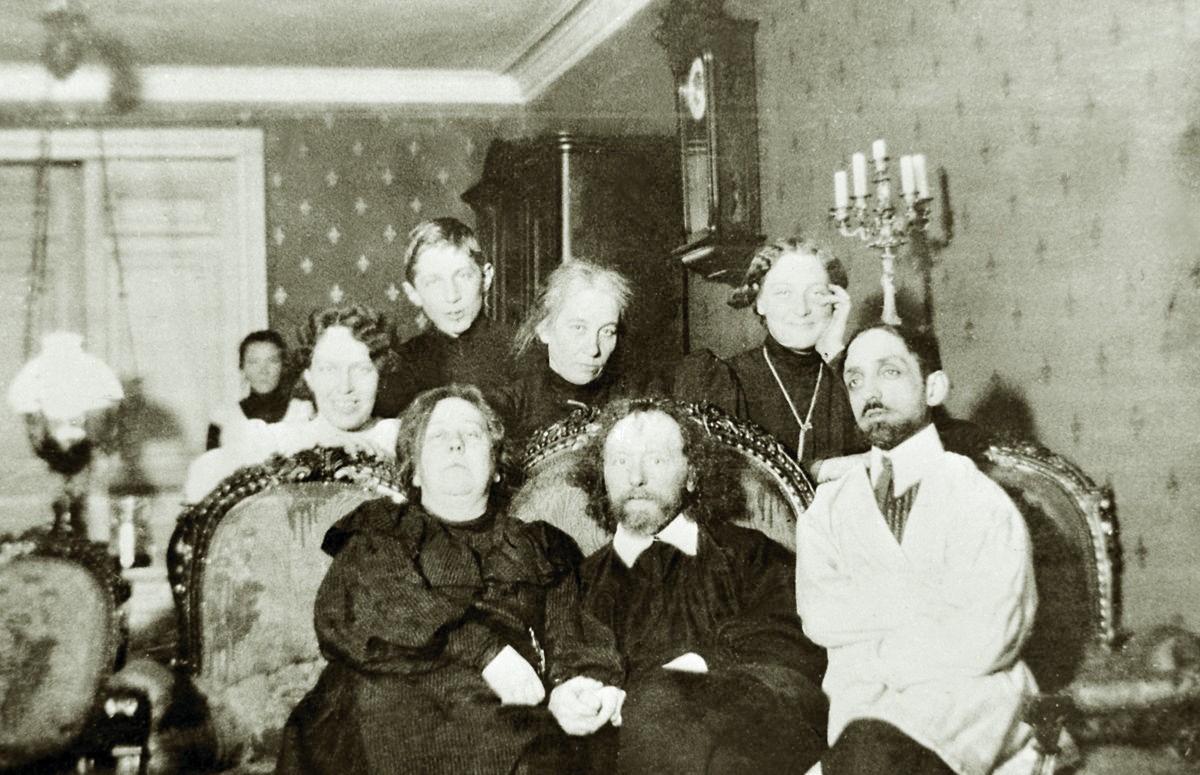
Обитатели Башни. Сидят: Анна Минцлова, Вячеслав Иванов, Михаил Кузмин; за ними слева направо Евгения Герцык, Константин Шварсалон, Мария Замятнина, Вера Шварсалон. 9 января или 5 марта 1908 года

Н. Богомолов описывал существование Башни после кончины Л. Зиновьевой-Аннибал как «инобытие», отличающееся от «героического» периода; вдобавок, событийный ряд после 1907 года реконструируется с трудом. Квартиру населяли почти те же люди, однако статус Башни как культурного центра решительно переменился. Из салона она превратилась в обиталище человека, обладающего очень высоким статусом в литературе своего времени. Чтобы утешить вдовца, в его квартиру въехала Анна Минцлова, которая приобщила его к оккультным практикам, а также к творчеству Бетховена. Ежевечернее исполнение ею сонат превращалось в своего рода ритуал, при котором присутствовавшие сёстры Герцык иногда стояли на коленях. Впрочем, О. Шор в написанной в 1970 году биографии Иванова утверждала, что Минцлова строила матримониальные планы в отношении хозяина квартиры. Хозяйство в доме Иванова продолжала вести подруга его покойной жены Мария Замятнина (1862—1919); на ней же лежали заботы по воспитанию детей — Веры и Константина Шварсалона и Лидии Ивановой. В те же годы (1907—1908) на почве поддержки Ивановым теории «мистического анархизма» Георгия Чулкова произошёл разрыв поэта с Бальмонтом и Мережковскими. Новым конфидентом Иванова стал начинающий писатель А. Д. Скалдин, с которым завязалась длительная переписка. На весну и лето 1908 года сёстры Герцык пригласили всё ивановское семейство (включая Минцлову) в своё крымское имение в Судаке. Евгения Герцык в тот период переживала влюблённость в Иванова, что отразилось в написанных ею позднее воспоминаниях.
В период 1908—1909 годов Иванов продолжал «общаться» с духом покойной Зиновьевой-Аннибал, главным пространством для чего служили сновидения; записи об этом сравнительно часты в его дневнике. Минцлова предложила для интерпретации последовательно теософскую концепцию посвящения в версии Р. Штайнера, и практически вся её с Ивановым переписка сводилась к прохождению им пути посвящения. Минцлова прямо именовала Иванова «святым» и предполагала, что, приняв посвящение, он сможет сам основать новое мистическое учение или религию. О. Шор, комментируя инспирированные этими событиями тексты «Cor ardens», пыталась приспособить визионерское поведение Иванова к христианской модели святости, вероятно, не осознавая, что паранормальные свойства христианских святых не исключали оккультных трактовок. Мистический опыт этих лет стал принципиально важным для творчества и самоопределения Иванова в рамках христианской церкви. Андрей Белый, сам активный деятель антропософского движения, интерпретировал творческую эволюцию Иванова в терминологии неудачи на пути к посвящению.
С 1909 года, рассорившись с семьёй сестры, по приглашению Иванова в Башню на житьё перебрался М. Кузмин, который оставался в квартире до 1912 года. Маргарита Сабашникова в конце июня 1909 года навестила Башню, но состояние её было столь экзальтированным, что Иванов был вынужден отозвать своё приглашение и встречался с ней только в присутствии Анны Минцловой и Веры Шварсалон. Впрочем, основными его занятиями были корректуры «Cor Ardens» и собственной латинской диссертации, а также переводы Новалиса. Иванов, вероятно, испытывал умиротворение, о чём свидетельствует дневниковая запись от 25 июня 1909 года:

Летние дни в городе. Хорошо на башне. Устроенный, прохладный, тихий оазис на высоте, над Таврическим садом и его зелёной чашей-прудом с серебряными плёсами. Латинские корректуры, филологические элукубрации, мифология. Вечером мое открытое полукруглое окно, налево от старинного дедушкиного бюро, за которым я сижу спиной к другому маленькому Лидиному бюро из красного дерева, где розы перед её портретом, — окно моё становится волшебным просветом в мир зелёных, синих, фиолетовых пятен, зыблющихся за светлой рекой призрачных морей, облачных далей и багровых закатных химер. Музыкальные ночью свистки пароходов, и взвизги сирен.
Весной 1909 года на Башне состоялось восемь литературных встреч, ретроспективно осмысленных как «Проакадемия». Иванов читал курс древнегреческого стихосложения молодым поэтам, среди которых присутствовали «недостаточно [по их словам] владеющие своим ремеслом». В их число вошли Н. С. Гумилёв, П. П. Потёмкин и А. Н. Толстой, по инициативе которых эти встречи и были организованы. В сентябре того же года Гумилёв просил возобновить лекции, и в результате в редакции журнала «Аполлон» было создано Общество ревнителей художественного слова (ОРХС), учредителем которого сделался С. К. Маковский. В первоначальный состав правления также вошли В. Я. Брюсов, М. А. Кузмин, А. А. Блок и Е. А. Зноско-Боровский. Собирались обычно один или два раза в месяц; собрания более или менее регулярно удавалось выдерживать три осенне-весенних сезона. Внутренние разногласия в ОРХС привели к отпочкованию оппозиции — «Цеха поэтов» Гумилёва и Городецкого; 18 февраля на заседании Общества «цеховики» вышли из его состава, а чуть позднее объявили о новом направлении — акмеизме. После отъезда Иванова из Петербурга деятельность общества по инерции продолжалась, но это была «Академия без Ломоносова».

## Женитьба на Вере Шварсалон

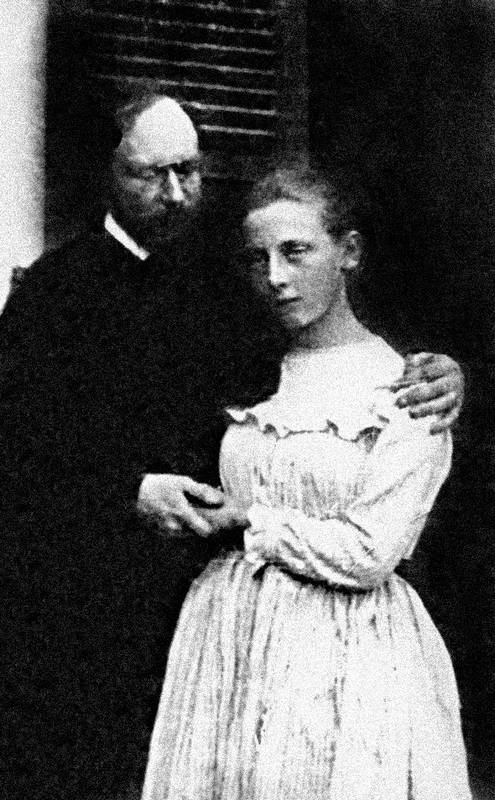
Вячеслав Иванов с Верой Шварсалон

История отношений с падчерицей — дочерью Лидии Ивановой от первого брака — Верой Константиновной Шварсалон (1889—1920), маркировалась у Иванова двумя путешествиями в Италию. После разрыва с А. Минцловой, которая активно готовила путешествие в Италию — в частности, в Ассизи, — Иванов всё-таки отправился туда. По мнению Н. Богомолова, сохранившиеся в РГБ письма Минцловой полностью опровергают версию О. Шор о требовании обета безбрачия: предполагалось создание «мистического треугольника» иной природы. Та же Минцлова упоминала, что Иванов зиму 1910 года планировал провести в Риме с Верой, тогда как О. Шор прямо писала о противоречивых чувствах Вячеслава Иванова к «дочери». 31 мая 1910 года Вера Шварсалон отправилась в научную экскурсию в Грецию под руководством Ф. Зелинского, тогда как Иванов остался в Петербурге. Судя по имеющимся данным, 31 июля Иванов выехал в Италию, где Вера ожидала его во Флоренции под присмотром В. Мейерхольда, который также работал в Греции у Зелинского. Далее они вместе поехали в Рим, где встречались с четой Ростовцевых; судя по письму Иванова от 13 августа 1910 года, близкие отношения с Верой — «продолжением» Лидии Зиновьевой — начались именно там и тогда. Эта история достигла драматической кульминации в 1912 году: в январе Иванов делился своими переживаниями с живущим на Башне М. Кузминым, а в дневнике Михаила Алексеевича от 16 апреля записано, что «Вера сказала мне, что она беременна от Вячеслава, что любит меня и без этого не могла бы жить с ним, что продолжается уже давно, и предложила мне фиктивно жениться на ней. Я был потрясён. Притом тут приплетена тень Л[идии] Дм[итриевны]». Других источников, которые разъясняли бы этот эпизод, не сохранилось.
К тому времени отношения между Ивановым и Кузминым и без того расстроились, после чего съехавший в мае Кузмин уже не стеснял себя сохранением доверенных ему интимных подробностей. Это привело к громкому скандалу и едва не спровоцировало в октябре дуэли между Кузминым и старшим братом Веры — Сергеем Шварсалоном. В литературных кругах история привела к появлению пародийной пьесы Н. Н. Вентцеля «Лицедейство о господине Иванове», — истории мифологически осмысленного инцеста некоего среднестатистического господина Иванова. Ситуация в семье Ивановых отразилась и в повести самого Кузмина «Покойница в доме». 19 мая 1912 года Иванов с Верой и дочерью Лидией покинул Россию и переселился во Францию. 17 июля 1912 года — ровно через 5 лет и 9 месяцев после кончины Зиновьевой-Аннибал — на вилле в Невеселе близ Эвиана родился Дмитрий — единственный сын Иванова. Незадолго до его рождения Иванов и В. Шварсалон были обвенчаны тем же священником и в той же церкви в Ливорно, что и с Зиновьевой-Аннибал. «Дионисийский» ритуал повторился, что дало основание Р. Бёрду заметить, что в этом событии «трудно отделить один миф от другого, скорее всего следует обратить внимание именно на тот факт, что Иванову нужно было разыграть эти мифы в виде единого обряда. Действительность обряда подавила, например, то обстоятельство, что брак был незаконен как по церковным канонам, так и по гражданским законам России».
Супруги и их сын Дмитрий, а также дочь Лидия вернулись в Россию в 1913 году. Иванов до 1916 года обосновался в Москве, где зарабатывал публицистикой и переводами для издательства Сабашникова. Изданная в 1916 году книга «эстетических и критических опытов» получила название «Борозды и Межи». Осенью того же года Иванов переселился в Сочи (точнее, в Красную Поляну) — формально, для работы над переводами Эсхила. Рядом жили: семья В. Ф. Эрна и киевского профессора Кулаковского, которые и составили постоянный круг общения поэта. Иванов даже посетил отшельников-имяславцев, скрывавшихся неподалёку.

## Революция. Москва — Баку (1917—1924)

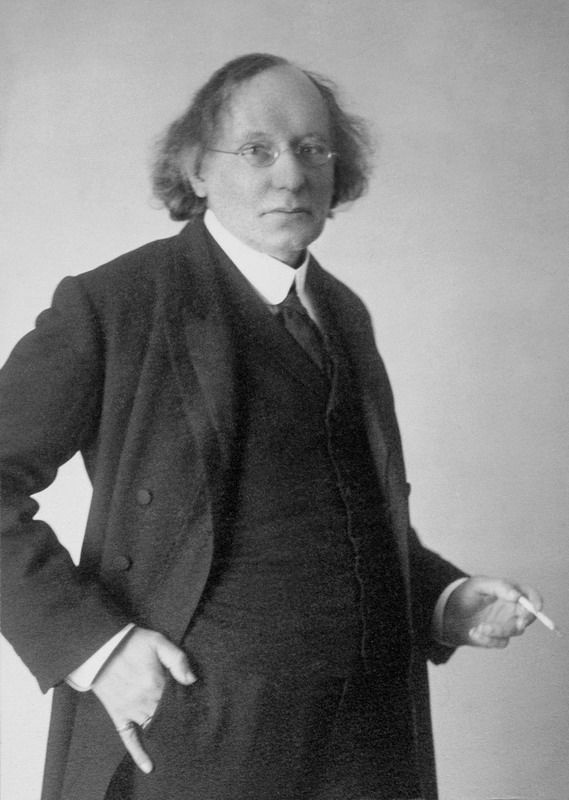
Вячеслав Иванов, 1910-е годы

### Февраль — октябрь 1917 года
Революционные события февраля 1917 года Иванов, как и всё образованное русское общество, встретил восторженно, хотя и находился в тот момент в Сочи. В письме В. Эрну от 7 марта он использовал медицинскую терминологию, рассуждая о «спасительной операции… в минуту, когда уже начиналось заражение крови» и писал о «великой радости на всю оставшуюся жизнь». Поэтическими отзывами стали два стихотворения: «Моление св. Вячеслава» и «Тихая жатва», передававшие самосознание пророка, предвидения которого исполнились. В таком же тоне был выдержан постскриптум к «Автобиографическому письму», не вошедший в печатный текст. Иванов опубликовал значительное число статей в московской газете «Луч правды» — органе Союза солдатского и крестьянского просвещения. В современной историографии эти статьи рассматриваются как единое целое, что доказывается стилистикой, проблематикой, образностью, способами аргументации и риторических приёмов. В содержательном отношении публицистику Иванова можно считать обоснованием причин эмиграции писателя. Газета «Луч правды» в течение 1917 года выражала мнения московской интеллигенции, сторонников кадетов и социал-демократов.
В апреле 1917 года Иванов участвовал в конкурсе на написание нового государственного гимна России, представленный им текст был озаглавлен «Хоровая песнь новой России». Согласно Г. Обатнину, это отсылка к эстетической утопии Иванова времён Первой русской революции — соборному (по-гречески «хоровому») государству, а также идеалу «всенародного искусства». Это и станет парадигмой восприятия Ивановым культурных и политический событий после 1917 года, определявшей его политическую позицию. Более того, он был склонен приписывать политическим событиям мистический смысл, что, отчасти, сближало его с неославянофилами. Обсуждение земельного вопроса в апреле 1917 года он воспринял как дело архангела и выражение почитания Богородицы — Матери Земли. Истинную революцию он мыслил как религиозную, «порыв к инобытию», политическую демократию — как часть грядущей соборности. Эти надежды рухнули сразу после возвращения в Москву в конце сентября 1917 года. Иванов выразил это в статье «Революция и народное самоопределение», дважды прочитанной осенью в редакции журнала «Народоправство». Иванов осознал, что революция проходит внерелигиозно, и все силы, включая большевиков, уклоняют её от правильного пути, в разруху и анархию. Хуже того: Россия воспользовалась своей свободой совершить грех, породив блуд и большевиков.
После октябрьского переворота Иванов попытался обратиться к активности, причём новую власть он не принял категорически. Он был избран членом Временного комитета Лиги русской культуры,
объединившей праволиберальную и националистическую интеллигенцию. В сборник «Из глубины» он поместил статью, направленную против реформы правописания. Участвовал Иванов и в акции протеста против Декрета о печати. В декабре он опубликовал статью «Социал-макиавеллизм и культур-мазохизм», которая затем вошла в сборник «Родное и вселенское». Главным объектом критики Иванова выступало разрушение символической ткани событий, постулируется «культурный мазохизм» русского народа и интеллигенции — тайная открытость германским влияниям и пронизанность германской культурой. Это сопровождалось критикой антирелигиозной политики и соглашательской политикой большевиков. Спецификой мировосприятия Иванова, однако, был фатализм, проистекавший из символического понимания каждого события. Если события сменяются катастрофически, тогда как каждое событие — символ высшей реальности, тогда обнажаются законы истории, подобного тому, как суть человеческой природы вычленяется в момент религиозного экстаза. Поэтому пророк должен быть поко́рен истории, точнее, её высшим, «водительным» силам, управляющим историческим процессом. В результате 6 (19) мая 1918 года в Доме свободного искусства Иванов прочитал доклад о невозможности творческого действа в периоды потрясений:

Возможно ли творчество форм, когда металл расплавлен? Возможно ли действие во время родов? Мы чувствуем, что жизнь нас творит, а не мы творим жизнь. Отсюда ощущение рока…

### Вяч. Иванов и Советская власть
Приняв революцию как свершившийся факт, Иванов хотя бы из соображений выживания был вынужден начать искать пути сотрудничества с новой властью. В начале мая 1918 года он поступил на службу в Наркомпрос, возглавлявшийся А. В. Луначарским, с которым поэт был знаком ещё с 1906 года. Благодаря сближению с Луначарским, П. Коганом и О. Каменевой происходил вполне уверенный служебный рост Иванова. Позиция Иванова нашла отражение в его орфографии: в 1919 году он испросил особое разрешение печатать свои сочинения в старой орфографии, однако в переписке с Луначарским более или менее последовательно пользовался реформированной. С 15 октября 1918 года Иванов являлся председателем бюро Историко-теоретической секции ТЕО Наркомпроса, возглавляемого О. Каменевой, а с 14 июня 1919 года входил в научно-художественную коллегию Центротеатра, в который был преобразован ТЕО, уже под началом самого Луначарского. С декабря 1919 года по август 1920 года он заведовал Академическим подотделом и входил в коллегию ЛИТО, возглавляемую В. Я. Брюсовым. Также Иванов служил редактором по отделу литературы и филологии Госиздата, а также подрабатывал, в частности, в бюро по организации Всероссийского съезда рабоче-крестьянских театров, бюро художественных коммун и Музыкальном отделе (МУЗО), организуя концерты памяти А. Н. Скрябина. С 1918 года в Наркомпросе служили жена и дочь Иванова. Служба обеспечивала хорошее по советским меркам жалованье, усиленный паёк, а также материальную помощь по линии ЦЕКУБУ и Пролеткульта, что позволило семье в 1919—1920 годах большую часть времени проводить в санаториях. Однако даже это в условиях разрухи и военного коммунизма не уберегало от катастрофы: в день Благовещения 1919 года скончалась от истощения и тифа М. М. Замятнина, а у В. Ивановой произошло обострение туберкулёза. Лёгочными заболеваниями страдали дочь и сын писателя. Из-за разрушения дома, где Ивановы квартировали, в 1918 году им отвели три комнаты в доме № 4 в Большом Афанасьевском переулке, но зимой 1919 года проблема холода и голода встала в полной мере. Ивановы оказались подселёнными в огромную коммунальную квартиру, кишевшую насекомыми и грызунами; мышей и крыс Иванов боялся как хтонических животных.
Иванов в определённой степени оказался заложником собственного мировоззрения. В одном из частных писем, отвечая на вопрос, как совместить партию и Христа, он утверждал, что во власти большевиков соединены высшая истина и ложь. Он описывал это в образе змеи, сбрасывающей кожу, что постулировал в своей статье «Кручи. О кризисе гуманизма». Гуманизм, по мысли Иванова, умер, взамен на сцену истории всходит антигуманистическая соборность, всенародность, которая породит в будущем новый собственный миф. Революция же антигуманна по своей природе, не наследует традиции гуманизма (в отличие от Великой Французской революции, создавшей «Декларацию прав человека и гражданина»), но, напротив, возрождает догуманистический миф Древней Греции.

### Смоленский университет
Одним из проектов революционной поры, в котором Иванов принял участие, пытаясь выжить, было создание Смоленского университета. Близость Москвы привела к тому, что руководство вновь созданного ВУЗа решилось на использование «вахтового» преподавания, и в результате удалось привлечь на постоянной основе высококлассных специалистов: М. А. Рейснера, Г. С. Гурвича, Д. П. Кончаловского, и некоторых других. В Смоленске в 1918—1919 годах было лучшее снабжение продовольствием, чем в столице, а профессуре были обеспечены приличные по тем временам жилищные условия. 14 июля 1919 года датировано прошение Иванова, зарегистрированное канцелярией Смоленского государственного университета имени Октябрьской революции 23 августа. В письме Иванов предлагал предоставить ему кафедру греческой литературы, приложив аннотированную библиографию своих публикаций по античности — более 20 позиций. 5 сентября 1919 года научно-учебная ассоциация университета единогласно пригласила «Иванова Вячеслава Ивановича профессором по кафедре античной литературы». При этом не существует однозначного ответа, откуда Иванов мог узнать об этой вакансии, и почему ею заинтересовался. Судя по имеющимся архивным данным, фактически Иванов в Смоленске так и не побывал и своих обязанностей не исполнял. Тем не менее своим статусом он гордился, и когда в августе 1920 года добился командирования на Северный Кавказ, в его мандате было указано, что он является «членом Центральной литературной коллегии, заведующим Литературной студией Наркомпроса и профессором Смоленского университета».

### Попытка к бегству
11 марта 1920 года коллегия Наркомпроса под руководством лично Луначарского рассматривала прошение Иванова о поездке за границу. Было принято благоприятное для него решение ассигновать 50 000 рублей одновременно и столько же выдавать ежемесячного жалованья сроком на полгода. Решение было принято, «принимая во внимание болезненное состояние т. В. И. Иванова и его семьи». Кроме того было выдано 15 000 рублей для перевозки его библиотеки в Бахрушинский музей. Докладчиком по этому делу выступил А. В. Луначарский, что, по словам Р. Бёрда, выражало его личное благосклонное отношение к поэту. Нарком стремился оформить отъезд культурных деятелей за рубеж как официальное поручение, хотя бы и носящее фиктивный характер. Практически одновременно заявление на выезд подали Андрей Белый, Михаил Гершензон, Константин Бальмонт, Фёдор Сологуб, Михаил Арцыбашев и некоторые другие писатели и мыслители. 4 мая 1920 года Академия наук выдала Иванову сертификат, в котором конкретизировались цели командировки, а именно: подготовка монографии об Эсхиле и «завершение и усовершенствование полного перевода (размерами подлинника) Эсхиловых трагедий» и перевод «Божественной комедии» Данте и составление сопровождающего перевод комментария. В переписке Иванова с А. В. Луначарским и Н. К. Крупской также упоминалось создание в Италии института по изучению славянской культуры, в котором должен был принять участие Иванов.
Решение о выезде Иванова по ряду причин затягивалось. В июле 1920 года Луначарский известил его, что выдать конвертируемую валюту или золото невозможно, а вскоре В. И. Ленин приказал отменить ряд запланированных командировок. 18 июля Иванов написал письмо Н. К. Крупской:

Положение, для меня лично создавшееся, я… назвал отчаянным по следующей причине. Жена моя так больна, что слабеет с каждым днем, и каждый день отнимает у неё остаток сил, необходимых для путешествия, в котором единственно можно усматривать некоторую надежду на её спасение. У неё острый туберкулезный процесс с серьёзными осложнениями в области желудка; температура каждый вечер поднимается выше 39 градусов; она питается только какао. Я устроил её, в ожидании нашего отъезда, на даче. Ей необходимо лечение в хорошем лечебном заведении в горах, может быть — в Давосе или тому подобных курортах.
Формальной причиной для отказа в выезде Иванову и другим его коллегам стал инцидент с Бальмонтом, который сразу после прибытия в Ригу допустил ряд антисоветских высказываний. Главным, при этом, являлась позиция зарубежных деятелей, в том числе Мережковского и Гиппиус, и положение Советской России. В августе Луначарский, который рассматривал командировку как гуманитарную акцию, устроил Иванову поездку на Кавказ. Было ассигновано 300 000 рублей и дано распоряжение устроить Вячеслава Ивановича со всеми членами семьи «в один из благоустроенных санаториев на Северном Кавказе (по возможности в Кисловодске) на срок по определению врачей»; решение коллегии Наркомпроса об этом вышло 12 августа. Между тем, 8 августа в возрасте 30 лет скончалась Вера Константиновна Иванова. Удар был очень силён: уже находясь в Баку, Вяч. Иванов так выразил свои чувства: «Когда по лбу ударят грабли, тут уже не до символов. <…> Когда Вера умерла, я буквально лишился языка всего и, конечно же, языка символов».
13 августа Иванов получил мандат, в котором говорилось:

Кубанский областной отдел народного образования приглашается использовать тов. Иванова по соглашению с ним, как крупную культурную силу и ученого филолога для налажения культурно-просветительной работы в Вашем крае при организации Кубанского университета в области гуманитарных и общественных знаний. Всем революционным, железнодорожным и военным властям предлагается оказывать тов. Иванову всяческое содействие.
По словам дочери поэта — Лидии Ивановой — сам Иванов стремился покинуть Москву, чтобы «больше не видеть снега». Фиктивный характер командировки был очевиден, и в 1947 году Иванов в письме С. Франку сообщал: «поехал я на Кавказ с фиктивною командировкой дать отчёт об университетском преподавании на Северном Кавказе». 28 августа 1920 года он с Лидией и Дмитрием отправился на юг. Из московской квартиры он забрал часть архива и портрет Л. Зиновьевой-Аннибал кисти Сабашниковой. После месяца пребывания в Кисловодске была объявлена эвакуация из-за наступления «зелёных», и семейство Ивановых оказалось в конвое на Баку, о чём Иванов уведомил Луначарского.

### Бакинский университет

Вячеслав Иванов с учениками и коллегами по Бакинскому университету. Римский архив Вячеслава Иванова

Оказавшись в Баку, Иванов охотно воспользовался приглашением Азербайджанского Наркомпроса занять кафедру классической филологии Бакинского университета. Научная ассоциация университета утвердила Иванова ординарным профессором постановлением от 19 ноября 1920 года, а по документам он числился в штате с 17 ноября. В 1921 году он также сделался заведующим кабинетом классической филологии. К работе Иванов приступил немедленно, и в зимний семестр читал курсы по греческой трагедии, Данте и Петрарке, Достоевском, и некоторые другие. Несмотря на то, что в городе было плохо с жильём, Ивановым предоставили комнату в корпусе университета (бывшая преподавательская курительная, соседствующая с анатомичкой). Жить было трудно: Иванов страдал от приступов малярии, подхваченной ещё в молодости во время скитаний; переболел желтухой (вдобавок он злоупотреблял алкоголем). Только через два года семья получила в здании университета двухкомнатную квартиру, но её приходилось делить с домработницей и другом Иванова Сергеем Троцким, который поселился в ванной комнате.
Ядро вновь открытого Бакинского университета составила изгнанная националистами из Тифлиса русская профессура, а также казанские учёные, бежавшие от голода. Культурное окружение Иванова имело соответствующие потребности: например, университетское начальство поручило ему курсы по русской и немецкой литературе и по Ницше сверх профессорской нормы. 11 декабря 1920 года Иванов поставил перед начальством факультета вопрос о преподавании итальянского языка, которое было ему поручено; он привлекал в том числе студентов консерватории. С 1921 года возобновилась переписка с Луначарским, в которой повторялись мотивы поездки в Италию: к тому времени за границу выпустили А. Белого и М. Горького. В 1922 году Иванов ходатайствовал у Азербайджанского университета о годичной командировке в Италию и Германию, эту просьбу он повторил в письме к президенту Академии наук С. Ф. Ольденбургу.
Иванов быстро стал популярным в среде интеллигенции и студентов Баку. Занятия на историко-филологическом факультете шли по вечерам и посещались всеми желающими. Размеренная жизнь позволила вернуться ему к дионисийским исследованиям, и в мае 1921 года Иванов предложил Научной ассоциации БГУ провести обсуждение научных докладов, в том числе по прадионисийским религиям. 17 мая был зачитан доклад «Афинский буколион и древнейшие буколические культы в Аттике», который стал основой одной из глав докторской диссертации. Постановлением университета была изменена процедура защиты: доценты и профессора были освобождены от докторских экзаменов. Диспут по защите диссертации Иванова прошёл 22 июля 1921 года, в нём участвовало 6 человек, в том числе три официальных оппонента — М. В. Беляев, А. В. Гуляев и А. М. Миронова. По результатам обсуждения ему была присуждена степень доктора наук. В тот период Иванов активно участвовал в работе комиссии по пересмотру штатного расписания университета и настоял на изучении философии студентами всех специальностей, а экзамен по философии стал обязательным. Вместе с П. К. Жузе Иванов был одним из авторов обращения к Азревкому по улучшению жилищной ситуации в университете, они дважды совещались лично с Нариманом Наримановым.
Среди учеников Иванова выделялся Моисей Альтман, который в 1924 году переехал в Петроград и поступил в аспирантуру Н. Я. Марра. Он оставил воспоминания об общении с учителем и некоторые заметки о педагогическом методе Иванова. В частности, Иванов воспитывал в студентах и аспирантах умение распоряжаться своим временем, ибо считал, что интенсивный интеллектуальный рост — неотъемлемая обязанность каждого человека. К. М. Колобова также вспоминала, что Иванов располагал кругом избранных учеников, каждый из которых регулярно отчитывался об использовании своего времени для развития, новых мыслей и впечатлений. Несмотря на занятость делами университета, Иванов проводил в Баку большую просветительскую деятельность: читал публичные лекции (в том числе по поводу кончины Блока 23 августа 1921 года), вёл занятия в драматическом техникуме Баклитпросвета и учительских кружках, принимал участие в открытии Союза журналистов. Участвовал он и в собраниях по поводу юбилея Некрасова, и в творческих вечерах писателей, например, А. Кручёных. По случаю первой постановки в Баку «Лоэнгрина» (с участием Собинова) в январе 1923 года было торжественное собрание, в котором Иванов читал лекцию «Вагнер-мифотворец и его лебединое действо».

## Италия (1924—1949)

### Отъезд

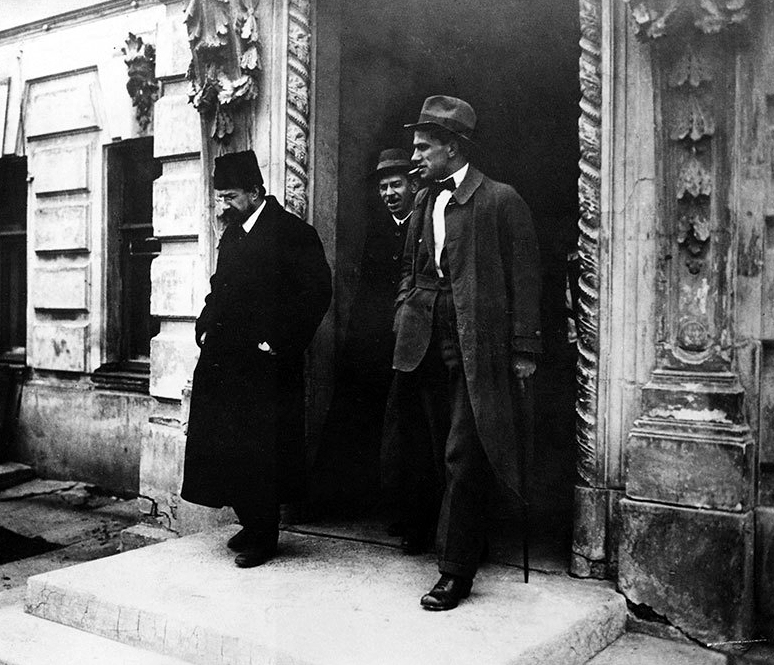
А. В. Луначарский и В. В. Маяковский. Фото 1924 года

Кем и когда Иванов был приглашён на Пушкинские торжества и как решилась его командировка — до сих пор остаётся неизвестным. Во всяком случае, на это решение повлияло установление в начале 1924 года дипломатических отношений СССР с Италией и Великобританией. В Москве Иванов посетил А. В. Луначарского, возобновив личное знакомство. После пушкинского вечера 6 июня 1924 года Иванов был приглашён на чествование в Обществе любителей российской словесности, куда пришли и Маяковский с Асеевым. Иванов нашёл с Маяковским общий язык в обсуждении поэмы «Про это», хотя и сказал при этом:

Мне ваши стихи чужды. Я такого построения стиха и такой лексики для себя не могу представить. Но это и хорошо. Потому что было бы ужасно, если бы все писали одинаково. Мне ваши стихи кажутся чем‑то похожим на скрежет, как будто бы режут по стеклу чем‑то острым. Но это, вероятно, соответствует тому, что вы чувствуете. Я понимаю, это должно волновать нашу молодежь.
В Москве, когда уже была решена его командировка в Италию, Иванов навестил тяжело больного В. Я. Брюсова. По воспоминаниям В. Мануйлова (бакинского студента, которого Иванов взял с собой), разговор был тягостным: Иванов укорял Брюсова, что тот недолжным образом распорядился своим творческим даром и жизнью, и заявил, что «поэзия не может жить одним только умом. Нужно эмоциональное внутреннее наполнение, прозрение, самораскрытие духа». Совершил он поездку и в Сергиев Посад к о. Павлу Флоренскому, откуда вернулся «особенно просветлённый и сосредоточенный». Иванов обитал в здании ЦЕКУБУ, где иногда выстраивались очереди визитёров, был, например, Б. Пастернак. Именно сюда пришла Ольга Александровна Шор, которая сильно сблизилась с Ивановым. Значительную часть своего архива, который сохранился в брошенной московской квартире, Иванов передал на хранение в Библиотеку им. Ленина (ныне они образуют фонд 109). Наконец, 28 августа 1924 года — в день Блаженного Августина и ровно через четыре года после отъезда на Кавказ — семейство Ивановых поездом отбыло в Берлин.
В воскресенье 31 августа все благополучно прибыли в столицу Германии. Далее, через Мюнхен, Венецию (побывав на Биеннале в день закрытия) и Флоренцию, Вячеслав, Лидия и Дмитрий Ивановы прибыли в Рим. Сначала все остановились в пансионе для служащих советского посольства, а далее обосновались на квартире синьоры Плачиди (виа делле Кватро Фонтане, № 172). В те времена этот дом соседствовал с резиденцией Муссолини, а сын хозяйки состоял в его личной гвардии (итал. moschettieri di Mussolini).

### Командировка Наркомпроса
Цель поездки Иванова в Италию была исключительно широка. Ему предстояло работать над переводами Эсхила и Данте (как и в 1920 году), исследовать греческую религию и трагедию, представлять Советский
Союз на международном фестивале Биеннале в Венеции и участвовать в создании Русского института археологии, истории и искусствоведения при Государственной академии художественных наук (ГАХН), возглавляемой П. С. Коганом. По М. Гершензону, «устроила» командировку О. Каменева, которая ещё сохраняла большое влияние. Первоначально содержание было выдано на три месяца (с конца августа по конец ноября), с гарантированным продлением. За организацию Русско-итальянского института Иванов взялся с большой энергией, консультировался с послом СССР и переписывался с П. Коганом и А. Луначарским. Тем не менее 13 февраля 1925 года Луначарский известил Иванова, что основание Русского института отложено по «бюджетным соображениям». В их дальнейшей переписке этот проект более не упоминался, а сам Иванов всецело переключился на свои собственные научные и литературные занятия. Ещё ранее, в январе 1925 года, он определённо сообщал А. Чеботаревской, что не вернётся. В письме Ф. Степуну от 22 марта 1925 года Иванов писал:

Что же до России… думаю я, что и от неё должно отречься, если она окончательно самоопределится (это шире и дальше, чем большевизм и его политика) как авангард Азии, идущий разрушить Запад.
В Италии Иванов пытался реализовать некий проект, который бы способствовал культурному обмену СССР и европейских стран. Одним из вариантов был журнал «Беседа», и Иванов, несмотря на затруднительное финансовое положение, даже ездил к М. Горькому в Сорренто (с конца августа по 2 сентября 1925 года). Однако журнал быстро закрылся. В 1925 и 1926 годах Иванов общался с приехавшими в Италию Вс. Мейерхольдом и Зинаидой Райх, которые заказали ему несколько статей для «Альманаха Театра Мейерхольда», гонорар за которые составил 70 долларов. Кроме того, 3 августа 1925 года Иванов заключил договор с издательством при Театре Мейерхольда о полном переводе всех поэтических произведений Микеланджело на русский язык (около 3000 строк текста к 1 апреля 1926 года). Вообще сотрудничество с Мейерхольдом обещало многое: Иванов получил также заказ на эссе о сценическом воплощении гоголевской комедии, что вылилось в итоге в большое исследование «„Ревизор“ Гоголя и комедия Аристофана». Однако при публикации в «Театральном Октябре» в 1926 году редакция полностью отмежевалась от немарксистского содержания статьи. В результате Иванов пришёл к печальному выводу, что «молодой России» он совершенно не нужен. Кроме того, в 1930 году в СССР вышла статья «К проблеме звукообраза у Пушкина», написанная по просьбе покойного М. Гершензона пятью годами ранее, и снабжённая посвящением ему.
По истечении очередного срока командировки — 24 июня 1925 года, 1 мая 1926 и 2 сентября 1929 года — Иванов писал заявления в Наркомпрос о её продлении. При этом в апреле 1925 года коллегия Наркомпроса отказала в продлении содержания, но П. Коган устроил Иванову финансирование от ЦЕКУБУ. Новое заявление в ЦЕКУБУ было датировано 16 марта 1927 года и удовлетворено. В 1926 году советские академические организации организовали чествование Иванова в связи с 60-летним юбилеем, он получил адрес от ЛГУ и 3 декабря был принят в число членов-кандидатов ГАХН. Пытался он выхлопотать от ГАХН и пенсию, повторив просьбу в письме к Луначарскому. Однако советское посольство в Риме заявило, что Иванов «ничем себя как гражданин СССР не проявил». Персональная пенсия назначена не была, а Комиссия по научным заграничным командировкам при Наркомпросе РСФСР отказала в продлении командировки постановлением от 16 ноября 1929 года. Далее Иванову пришлось окончательно переходить на положение эмигранта.

### Попытки трудоустройства. Годы в Павии

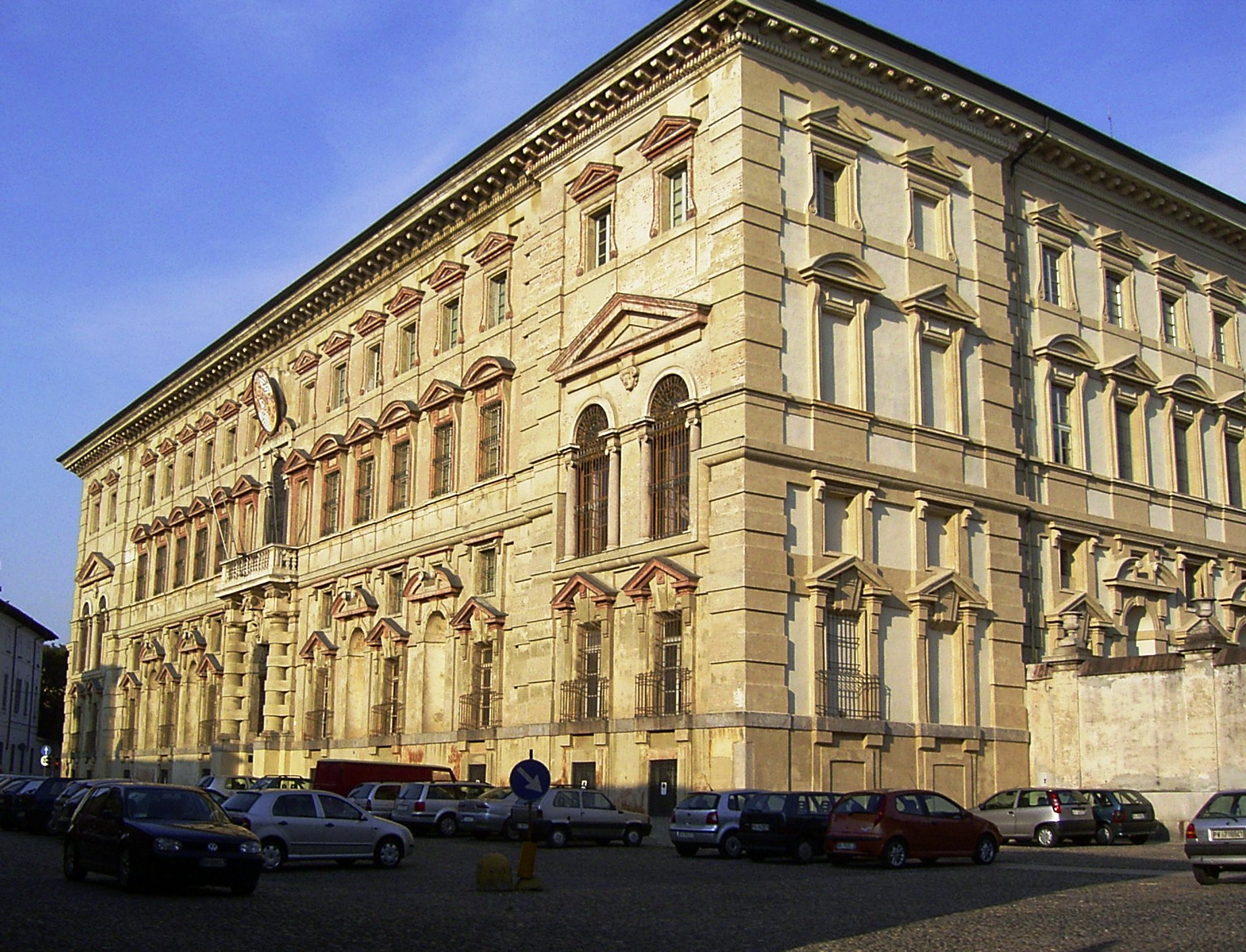
Здание Колледжо Борромео в Павии. Фото 2004 года

Благодаря хлопотам Ф. Ф. Зелинского, в 1924 году Каирский университет предложил Иванову занять кафедру истории римской литературы на чрезвычайно выгодных условиях. Иванов даже стал практиковаться в разговорном английском языке; однако после того, как в египетском посольстве стало известно, что он сохранил советское гражданство, предложение было отозвано. С. Франку Иванов писал спустя 23 года (оригинал письма хранится в Бахметевском архиве): «моя сказка из тысячи и одной ночи рассеялась маревом: тамошнее министерство немедленно пресекло затеи наивных гуманистов». Уже в 1925 году семейство Ивановых столкнулось с тяжёлой нуждой из-за необходимости дать сыну Дмитрию хорошее образование, а далее — из-за его заболевания туберкулёзом, требовавшего постоянного пребывания в швейцарских санаториях. Практически единственной возможностью для Иванова существовать была академическая карьера, однако в муссолиниевской Италии найти место было непросто.
4 (17) марта 1926 года — в день праздника Св. Вячеслава — у его алтаря в трансепте Собора Св. Петра в Ватикане, Иванов присоединился к Католической церкви по формуле В. Соловьёва. При этом присутствовал русский католический священник — отец Владимир Абрикосов. Как и в случае с Владимиром Сергеевичем, произнесение формулы означало присоединение, а не переход или отречение от православной церкви. Более того, Иванов настаивал, что присоединение означает исповедание того, что его Церковь остаётся истинной, восточное святоотеческое предание и русские святые — действительным. Летом того же года Иванова фактически «приютили» в «Колледжо Борромео» — элитном учебном заведении в Павии, где обучались лучшие из студентов-гуманитариев. В учебное время 1926—1934 годов Иванов преимущественно присматривал за студентами и практиковал их в иностранных языках, включая английский, немецкий и французский. Несмотря на скромный статус лектора и небольшое жалованье (600 лир в месяц), Иванов пользовался уважением студентов и ректора — дона Леопольдо Рибольди, и содержался на всём готовом, причём ему предоставили трёхкомнатную квартиру в ренессансном здании колледжа. В январе 1927 года Иванов добился права прочитать в университете четыре лекции, объединённые в цикл «Религиозная мысль в современной России»: о русской церкви, славянофилах и западниках, Толстом и Достоевском, Вл. Соловьёве и его современниках. Лекции читались на французском языке. Состоялась и незапланированная пятая лекция — уже на итальянском языке, в которой говорилось о Флоренском. Мария делл’ Изола опубликовала весьма неточный отчёт, на что учёный сетовал в переписке с сыном. За лекции Иванов получил гонорар в 1500 лир, ещё 100 марок принесло немецкое издание «Переписки из двух углов».
В декабре 1927 года Иванову пришло приглашение из Аргентины занять место ординарного профессора в старейшем в стране Национальном университете Кордовы. Для Лидии Ивановой также предлагали место органиста в церкви и преподавателя музыки. Условия, судя по сохранившейся переписке, были весьма выгодными: длительность контракта была на выбор от 1 до 5 лет с жалованьем 500—700 песо (4000 лир) в месяц и бесплатным проездом до места работы и после завершения контракта. В случае согласия занятия должны были начаться в апреле 1928 года. Иванов в письме к дочери писал, что это будет, «вероятно, не хуже Баку». Однако из-за очередного государственного переворота приглашение потеряло силу. В своих воспоминаниях Л. В. Иванова ошибочно датировала приглашение годом, предшествовавшим переезду в Павию, и вслед за ней эту датировку повторял Р. Бёрд.

### Рим

#### Преподавательская деятельность. Папская аудиенция

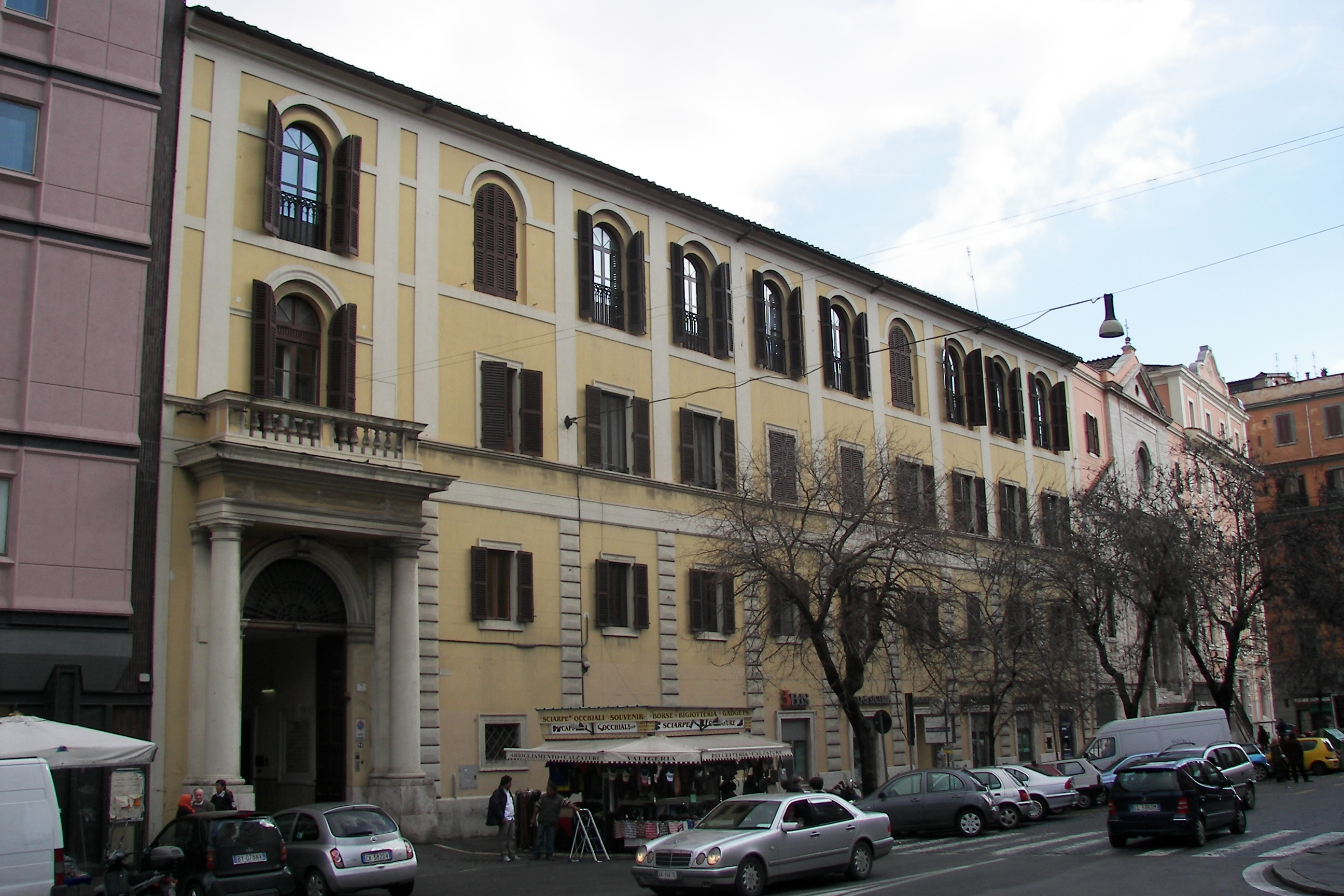
Здание Папского восточного института в Риме. Фото 2007 года

В 1934 году место лектора в Колледжо Борромео было упразднено. Флорентийский университет единогласно избрал поэта ординарным профессором кафедры славистики, но муссолиниевский министр образования избрание отменил, так как Иванов не был членом фашистской партии. Почти полтора года Иванов перебивался случайными заработками и оплачиваемой работой в экзаменационных комиссиях. Однако в 1936 году ватиканский Папский Восточный институт и семинария Руссикум пригласили Иванова взять на себя преподавание церковнославянского языка — и там Иванов вскоре получил титул ординарного профессора, ответственного также и за руководство студентами, посвятившими себя изучению России. Занятия и семинары в Институте и Семинарии не прекращались почти до самой смерти Иванова. Некоторые из учеников Института — Г. Веттер и А. Стричек — стали видными деятелями научной и культурной жизни Европы. Курс церковнославянского языка в Руссикуме Иванов начал читать 11 февраля 1936 года и вёл его регулярно по вторникам на условиях почасовой оплаты (30 лир за занятие). Ректор Руссикума — иезуит Филипп де Режис 20 января 1938 года направил специальное письмо папе Римскому Пию XI с просьбой материально поддержать Иванова. Одним из важнейших аргументов было то, что Иванов взялся за написание «Повести о Светомире царевиче», что отцом Режисом рассматривалось как «апостольское дело». Рекомендовалось присудить Иванову жалованье в 750 лир в месяц, что освободило бы его от переводческой и редакторской «подёнщины». Управляющий финансами Святого Престола кардинал Доменико Мариани просьбу удовлетворил, и 19 февраля Иванов отправил понтифику личное благодарственное письмо.
Поздней весной 1938 года Иванов был удостоен частной аудиенции папы Пия XI. Главным образом на это повлияла популярность «Переписки из двух углов» в Руссикуме и Институте Восточных церквей, после чего ректор де Режис и специалист по литургике о. Йозеф Швейгль (1894—1964) решили представить понтифику автора. Аудиенция прошла в личном кабинете без свидетелей, но Иванов охотно обо всём рассказывал. Понтифик сообщил, что «народы Запада и России вскоре подвергнутся тяжёлым испытаниям». На неосторожное суждение Иванова о том, что он, тяжело переживая разделение церквей, не надеется на их ближайшее примирение, папа вспылил: «Вы сомневаетесь?! Такое сомнение неправедно; оно недопустимо. Я верю: Единение будет, будет!» Впрочем, затем он успокоился и благословил Иванова, отметив, что тот не только утверждал объединение теоретически, но и сам пошёл по пути экуменизма.

#### Иванов на Тарпейской скале. Семья
Лидия Иванова постоянно подчёркивала в воспоминаниях кочевой быт и неустроенность всего ивановского окружения вплоть до середины 1930-х годов. Наконец, оказавшись без постоянной работы, Иванов решился снять квартиру и жить семейно, домом. Лидии Вячеславовне и Ольге Шор (она переехала в Италию в 1927 году) удалось приискать скромную квартиру на улице Монте-Тарпео на самой вершине Капитолийского холма. В шутку это стало именоваться «Тарпейской скалой». Дом принадлежал престарелым маркизам Гульельми; оказалось, что некогда в доме жила Элеонора Дузе, оставшаяся от которой мебель досталась Ивановым. С марта 1936 года Иванов обрёл отдельное жильё. Именно сюда с визитом в августе 1937 года приехали Дмитрий Мережковский и Зинаида Гиппиус, последняя описала обиталище Иванова в журнале «Иллюстрированная Россия» (1 января 1938 года) и без ведома автора опубликовала стихотворение «Журчливый садик, и за ним // Твои нагие мощи, Рим!». Изредка здесь гостили Иван Бунин и Фаддей Зелинский. После 1936 года Иванов принял итальянское подданство и прервал своё литературное молчание. Завязались серьёзные контакты с журналом «Современные записки», где регулярно появлялись прозаические и поэтические произведения Иванова. Среди отзывов на новейшие публикации выделялась рецензия В. Ходасевича: «Не приходится отрицать и то, что на фоне новейшей нашей поэзии творчество Вячеслава Иванова звучит несколько архаически. Однако было бы напрасным и вредным самообольщением думать, что это оттого, что мысли Вячеслава Иванова отстали от мыслей современной поэзии нашей. Вячеслав Иванов архаичен не потому, что устарели его мысли, а потому, что самая наличность мыслей в поэзии, к несчастью, сделалась архаизмом». Накануне начала войны в 1939 году в Париже В. Руднев издал мелопею «Человек». Иванов просил не присылать ему гонораров, откладывая их на другие издательские планы. Всё сорвалось с гибелью русского эмигрантского книгоиздания.
Вскоре после переезда на Монте-Тарпео Лидия Иванова получила место экстраординарного профессора консерватории Санта-Чечилия, в которой училась композиции у Респиги. Дмитрий Иванов, окончив университет Экс-ан-Прованса, готовился в Страсбурге к экзамену на агреже, но на каникулы всегда приезжал в Рим. Дом держался почти исключительно на Ольге Александровне Шор, которая, вдобавок, сопровождала Иванова до места его работы и обратно; Лидия Иванова готовила, а уборку дома осуществляла приходящая служанка Катерина. О семейных обыкновениях Ивановых можно судить по мемуарам Л. В. и Д. В. Ивановых, а также переписке Иванова с О. Шор. В жизни их всех было сильно артистическое, игровое начало, вплоть до того, что использовался особый язык, а Лидия Вячеславовна издавала рукописную домашнюю газету «Пуля времён». В переписке с родственниками и другими русскими корреспондентами Иванов свободно комбинировал языки — цитаты из немецких, французских, английских и итальянских авторов давались без перевода. В лексиконе Иванова особая роль была отведена греческому языку: он использовался для называния неудобных в обиходе предметов и явлений (например, геморроя). Д. Иванов свидетельствовал, что если его отцу было необходимо выругаться, он делал это по-гречески. Итальянизмы использовались в словесной игре для обозначения реалий, не имевших русских коррелятов. Характерны и домашние прозвища: Ольга Шор сразу стала Фламинго, причём это слово склонялось:

…почему «Фламингу», «Фламинги»? Как‑то раз Дима в присутствии Фаддея Францевича Зелинского сообщил:

— Я только что разговаривал с Фламингой.

Фаддей Францевич выпрямился и назидательно заявил:

— Это сказано неправильно. Фламинго — слово иностранное, а иностранные слова не склоняются.

— Ах, да? А папа всегда его склоняет.

— Если Вячеслав Иванов склоняет слово «фламинго», — торжественно заявил Зелинский, — значит оно должно склоняться.
С тех пор у нас в семье слово «Фламинго» стало склоняться легально.
Глава семьи в прозвищах выступал как священный кот Египта, жрец и посвящённый — профессор фон Пуф, Лидия Иванова — Ликот (ЛИдия КОшка, — в мужском роде), а Ольге Шор придумали ещё один псевдоним — «Дешарт». Происхождение его Л. Иванова описывала следующим образом: когда Ольга Александровна подготовила предисловие к итальянскому изданию «Переписки из двух углов», она не могла подписать его своей настоящей фамилией — родственники её оставались в СССР. Поэтому обратились к её давнему увлечению Древним Египтом и семейному прозвищу; слово «фламинго» на египетском языке обозначалось четырьмя согласными «ДШРТ». В форме Deschartes псевдоним использовался О. Шор всю жизнь. «Фламинго» как имя О. Шор восприняли и итальянцы в переписке с ней, хотя по-итальянски это слово звучало fenicottero.

#### Переезд на виа Леон Баттиста Альберти. Последние годы

Вячеслав Иванов с Ольгой Шор в последний год своей жизни. Римский архив Вяч. Иванова

После начала Второй мировой войны улица Монте-Тарпео пошла под снос в рамках муссолиниевского плана перестройки Рима и придания Капитолию ренессансного облика. Для переселения было дано три месяца, и в январе 1940 года удалось найти квартиру на Авентине, на виа Леон Баттиста Альберти, дом 5 (позднее 25). Найти её помогла Татьяна Львовна Сухотина-Толстая, жившая неподалёку. Во время войны Дмитрий Иванов оказался в зоне немецкой оккупации в Шартре, а Лидия в 1942 году была удостоена ординарной профессуры в консерватории Кальяри (Сардиния), но при помощи друзей удалось оставить её в Риме. Обстановка осталась от Монте-Тарпео, маркизы Гульельми её подарили — им также предстоял переезд. Иванов стал прихожанином церкви Сан-Саба, одной из старейших в Риме; рядом располагались Термы Каракаллы, а из окон его кабинета открывался вид на купол собора Св. Петра. Формально он числился в приходе Св. Антония на Эсквилине при Руссикуме, но из-за прогрессирующего флебита уже не мог туда ходить и отстаивать полную службу по восточному обряду. Лидия Иванова устроилась в Сан-Саба органисткой. Жизнь во время войны была тяжела: особенно сложно было добывать продукты у спекулянтов — заядлый курильщик Иванов нуждался в табаке, а также в мясной пище (по вопросу мясоедения он неоднократно спорил с Сухотиной-Толстой — дочерью графа-вегетарианца). Дошло до того, что в дни занятия немецкими войсками Рима Дмитрий, сумевший добраться до Италии, Лидия и служанка Елена (жившая у Ивановых на кухне) попытались ограбить эшелон с продовольствием, стоявший на запасных путях в Остии. Им удалось под обстрелом вынести два мешка муки, мешок риса и ящик мясных консервов.
После занятия Рима американцами осенью 1944 года Лидия и Дмитрий устроились на работу в военной администрации, что улучшило общее положение семьи; даже удалось взять на длительный срок джип и устроить Иванову прогулку по Аппиевой дороге. Побывал он на большой выставке эвакуированных на время войны работ старых мастеров, которые должны были вернуться в музеи, и даже посвятил отдельные стихотворения «Грозе» Джорджоне и «Снятию с креста» Мемлинга. С фронта прибыл в его дом Торнтон Уайлдер, стали восстанавливаться литературные связи. Иванов сохранял высочайшую степень интеллектуальной и художественной активности, хотя всё реже покидал дом. По воспоминаниям Л. Ивановой, Ольге Шор «хотелось не расточать драгоценные часы, когда Вячеслав мог работать». Тем не менее в доме на виа Леон Баттиста Альберти в 1945—1949 годах было множество гостей: Жак Маритен — философ-томист, экзистенциалист Габриэль Марсель, оксфордские исследователи Морис Боура и Исайя Берлин. За несколько месяцев до кончины Иванова у него побывал Борис Зайцев. Ватикан передал Иванову «духовно-прибыльный» (выражение св. Серафима Саровского) заказ: комментарий и вступление к русской Псалтири; незадолго до смерти он закончил комментировать Деяния Апостолов и Откровение Иоанна Богослова. 8 июля 1949 года редакция итальянской Католической энциклопедии заказала Иванову статьи о Достоевском, Гоголе и Мережковском, однако написать их было уже не суждено. После короткой болезни, находясь в полном сознании, Иванов скончался в своей квартире в три часа дня 16 июля 1949 года.

## Творчество
Творческое наследие Иванова многообразно, включает большой корпус поэтических произведений, оригинальных и переводных, публицистику, философские эссе, литературоведческие и антиковедческие монографии. Иванов создал оригинальную версию русского символизма, в которой соединились две генеральных тенденции Серебряного века: во-первых, — возвращение русской культуры к духовным основам христианства; во-вторых — творческое переосмысление и воссоздание художественных архетипов Античности, Средневековья и Возрождения. В 1900—1920 годах Вяч. Иванов активно проповедовал «хоровое» начало в культуре, ставил задачу преодоления индивидуализма и выхода к «соборности», к коллективной религиозной общности через мифотворческое волевое искусство.
По мнению Н. Котрелёва, творческое развитие Иванова отличалось внутренней логикой, последовательностью и основательностью поэтической системы и её определяющих — «духовных координат». С точки зрения классификации Иванов принадлежал к младосимволистам, будучи на семь лет старше Валерия Брюсова — вождя всего символистского движения.
Это объясняется затяжным процессом «келейного» (в собственном выражении Иванова) становления как поэта и мыслителя. Период 1900—1912 годов являлся одним из самых продуктивных для Иванова, ставшим одним из ведущих представителей русского символизма. В поэтическом плане это выразилось в трёх больших поэтических книгах: «Кормчие звёзды» (1902—1903), «Соr ardens» (1911—1912) и «Нежная тайна», которые существенно отличались друг от друга. В «Кормчих звездах», составленных из произведений 1880—1890-х годов, отчётливо прослеживается работа по усвоению русской и мировой поэтической традиции, завершившейся созданием собственной мифологии и поэтического мира. Для поэзии Иванова характерно сведение воедино элементов разной природы. Он активно пользовался высокой славянизированной лексикой и синтаксисом (вплоть до того, что его сравнивали с Тредиаковским), которые могли сочетаться с просторечием, но в русле экзотических или редких поэтических размеров. Одной из ведущих тем поэзии Иванова было богоборчество — и познание Бога в волевом усилии, жизнеутверждающая и жизнестроительная страсть. Лирический герой Иванова осознавал ущербность уединённого существования в борьбе с роком, собою и миром. Важнейший его порыв — воссоединение с полнотой жизни и откровение «Ты» — другого «Я».
В 1910-х годах на первый план в лирике Иванова вышло осознание метафизических и богословских смыслов человеческой судьбы. Итоговой стала мелопея «Человек», написанная в основном в 1915 году, дополненная в 1919 году, но впервые опубликованная лишь в 1939 году. В автобиографической поэме «Младенчество» (1913, опубликована в 1918 году) самопознание «Я» сосредотачивается на уяснении своей провиденциальной и благодатной укоренённости в родовой судьбе; отчасти этот текст полемизировал с «Возмездием» Блока. Критики отмечали чрезвычайную культурную и текстовую переусложнённость стиха Иванова. Интимно-лирический сборник «Нежная тайна» демонстрирует упрощение поэтики, «просветление» стиля и умиротворение лирического героя. Эта тенденция стала устойчивой в стиле Иванова вплоть до его всплесков поэтического творчества в Риме 1920—1940-х годов. Лирика «Римского дневника 1944 года» признаётся «строгой, немногословной, смиренной». Поздние тексты Иванова впервые были изданы лишь в 1962 году в Оксфордском университете.
После 1913 года Иванов отдалился от прежнего круга общения, поскольку многие (включая М. А. Кузмина) осудили его женитьбу на падчерице. В Москве Вячеслав Иванович стал тесно общаться с религиозными философами, группировавшимися вокруг издательства «Путь» — В. Эрном, С. Булгаковым, П. Флоренским, М. Гершензоном. Особняком стоит его дружба с А. Скрябиным и их совместное мифотворчество — «Мистерия». Иванов стал постоянным автором журнала «Русская мысль», для издательства Сабашникова он стал переводить поэзию Алкея и Сафо, Петрарки, Эсхила (последний проект не был завершён, а выполненные переводы увидели свет лишь в 1950 и 1989 годах). После революции 1917 года Иванов сочетал публицистику («Переписка из двух углов» с М. Гершензоном, 1920) и лирику («Зимние сонеты»), в которых выражалась собственная позиция Иванова относительно кризиса гуманизма и европейской культуры. После смерти жены — В. Шварсалон-Ивановой — на долгие годы он погрузился в «поэтическое молчание», которое, отчасти, сам рассматривал как искупление. После переезда в Баку в 1920—1924 годах активно занимался академическим антиковедением, завершив исследование дионисийской религии, к которой многократно подступался с начала века.
Оказавшись в Италии и присоединившись к католической церкви (в 1926 году), Иванов сознательно отдалился от всех общественно-политических начинаний эмиграции, и до 1936 году ничего не печатал на русском языке. Эпизодически он сотрудничал с западными католическими изданиями, и получил некоторую известность за счёт немецкого и французского переводов «Переписки из двух углов» и большой книги о творчестве Достоевского на немецком языке. В Риме 1924 года Иванов прервал поэтическое молчание, создав большой цикл «Римских сонетов», чьи мотивы и поэтические тропы нашли развитие в «Римском дневнике», оформлявшемся, главным образом, 1943—1944 годах. Литературоведческие и философские работы Иванова 1930—1940-х годов преимущественно были адаптациями его ранних статей и книг для западной интеллектуальной аудитории; однако собственные выводы значительно обобщаются и уточняются. В то же время он создал целостную мифологизированную концепцию символизма, отражённую в заказанной ему статье для «Итальянской энциклопедии». С 1928 года и до самой своей кончины Иванов писал «Повесть о Светомире царевиче», которую считал главным трудом своей жизни. По форме — это искусственный славянский эпос, написанный версейной прозой, близкой библейской, с многочисленными фольклорными элементами, причём пятая песнь — на книжном церковнославянском языке.

## Память

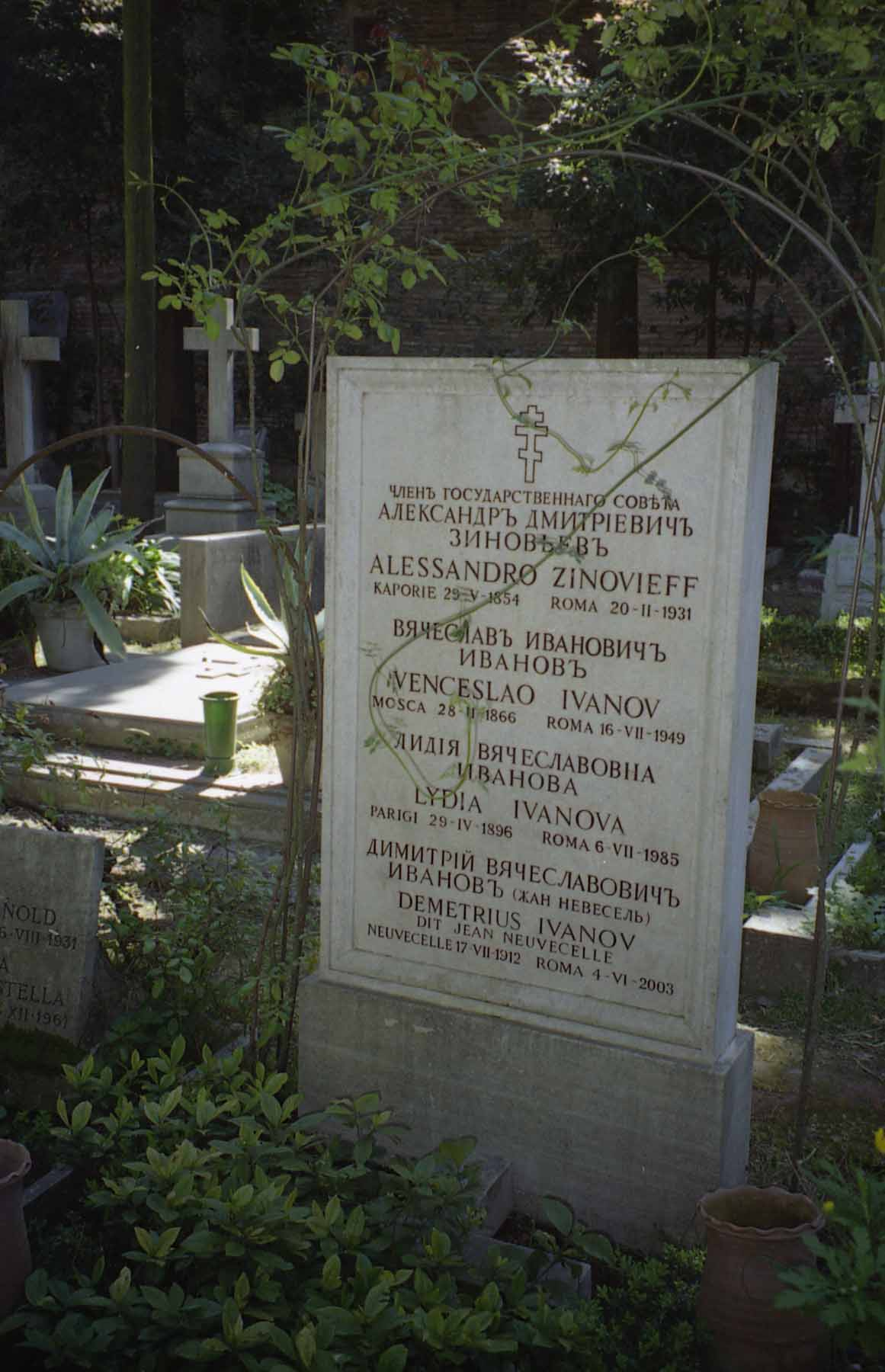
Могила В. Иванова в Риме. Фото 2006 года

После кончины Иванова панихида по нему была проведена в русской католической церкви Св. Антония близ Санта-Мария-Маджоре, и его похоронили на кладбище Верано в склепе греческого Колледжо Сант-Атанасио близ базилики Сан-Лоренцо-фуори-ле-Мура. Перед Ивановым на надгробии стояло имя его первого римского духовника о. Ефрема (де Брюнье). 22 июня 1988 года в присутствии Дмитрия Иванова останки Вячеслава Ивановича были перенесены на кладбище Тестаччо в семейную могилу Зиновьевых. В 1931 году первым там упокоился А. Д. Зиновьев — брат Лидии Зиновьевой-Аннибал. Вместе с Ивановым покоятся его дочь Лидия Вячеславовна и Ольга Шор. Эта могила внесена в число исторических памятников и охраняется международным дипломатическим комитетом.
К 100-летию со дня рождения Иванова была открыта мемориальная доска в павийском Колледжо Борромео в стене колоннады двора. Надпись в переводе с итальянского гласит: «Поэту Вячеславу Иванову, разлучённому со своей родной Россией и нашедшему в Италии вторую родину и надёжную верную пристань в Борромео, где посещали его друзья Зелинский, Бубер, Оттокар и Кроче, посвящена эта мемориальная доска как слабая дань славе, которую он принёс Колледжио своим десятилетним пребыванием, с 1925 по 1936 годы». В 1983 году городской совет Рима установил на стене дома Ивановых по улице Леона Баттиста Альберти памятную доску. Наконец, Дмитрий Иванов добился установки мемориальной доски в Санкт-Петербурге на здании знаменитой «Башни», это произошло 17 июля 1994 года. Доска была презентована городу от муниципалитета Невеселя — места рождения Д. В. Иванова. По состоянию на 2016 год доска была утрачена.
В 1986 году Дмитрию Иванову пришлось переехать в другой дом поблизости от старого; в его бывшей квартире располагается Исследовательский центр Иванова в Риме, на стену этого дома перенесли и мемориальную доску. Дмитрий Вячеславович успел воссоздать мемориальный кабинет своего отца, практически идентичный тому, что был в старом доме; оказался сохранённым и вид на купол собора Св. Петра, открывающийся из окна. Исследовательский центр имеет статус независимого учреждения, официально признанного итальянскими властями.
9 сентября 2002 года в Литературном музее Пушкинского дома впервые открылась персональная выставка, посвящённая жизни и творчеству Вячеслава Иванова. Она была приурочена к международной конференции, посвящённой месту Иванова в петербургской и мировой культуре. Было представлено более 200 экспонатов — рукописи, автографы, фотографии, живописные и графические портреты.